# Selección de fútbol de Jamaica
coLa selección de fútbol de Jamaica es el equipo representativo de dicho país. Es controlada por la Federación de Fútbol de Jamaica, perteneciente a la CONCACAF. Sus partidos en casa los efectúan habitualmente en el Estadio Nacional de Jamaica, ubicado en las instalaciones de Independence Park.
Los Reggae Boyz han ganado el título de la Copa del Caribe en seis ocasiones (1991, 1998, 2005, 2008, 2010 y 2014) y han logrado el subcampeonato en dos ocasiones (1992 y 1993). Además, la Selección Sub-20 ganó la medalla de plata en los Juegos Panamericanos de 2007 y la de bronce en los XVII Juegos Centroamericanos y del Caribe de 1993. La selección absoluta logró clasificarse para la Copa del Mundo en 1998 y ha sido subcampeona de la Copa de Oro de la Concacaf en dos ocasiones en 2015 y 2017.

## Historia

### Los inicios de la selección bajo el régimen colonial (1925-1947)

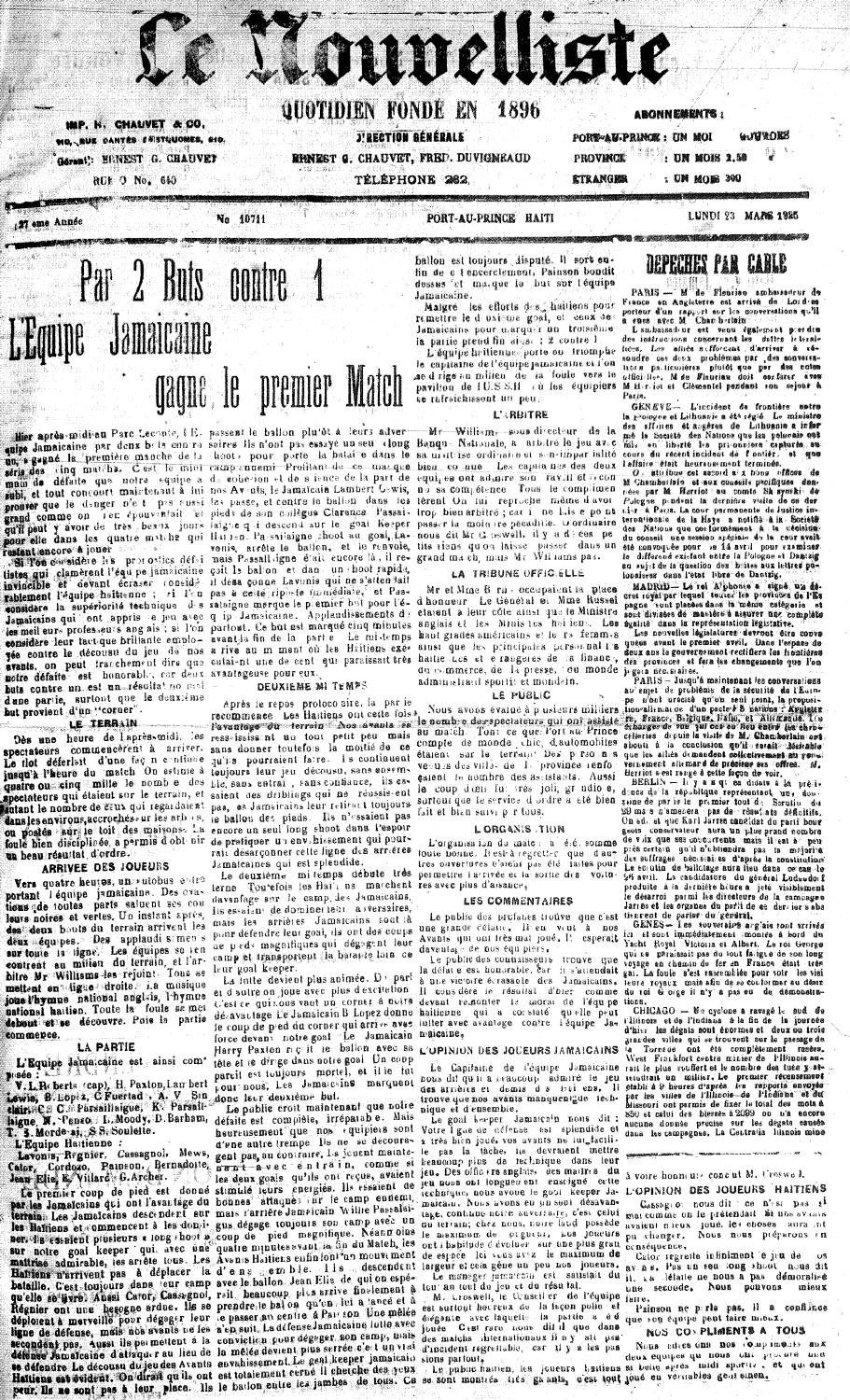
El periódico haitiano Le Nouvelliste, 25 de marzo de 1925 en relación al partido Selección de fútbol de Haití-Jamaica.

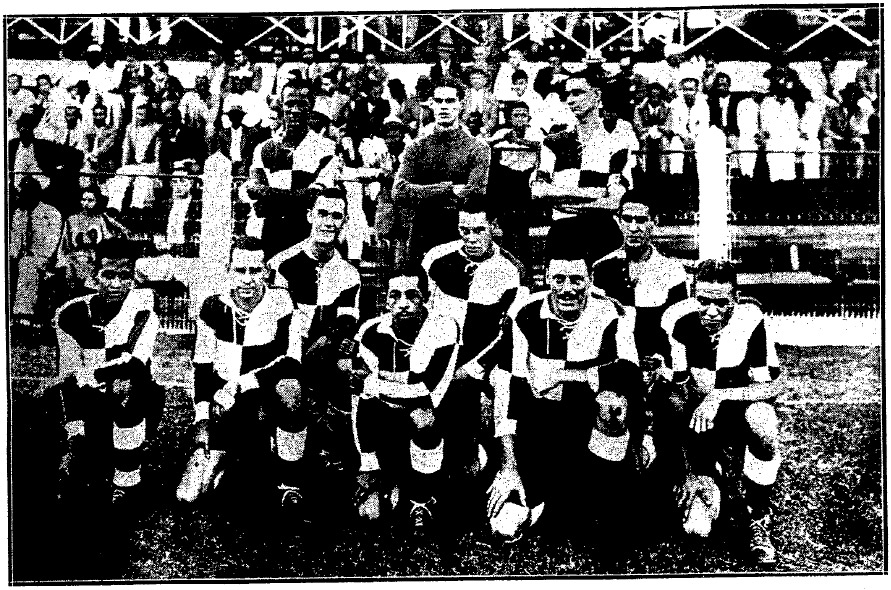
La selección de Jamaica en la final de la serie intercolonial contra Trinidad y Tobago en enero de 1936.

Jamaica disputó su primer partido el 9 de marzo de 1925 ante su similar de Haití y se impuso por 2-1 en territorio haitiano.
Su primer torneo internacional tuvo lugar con motivo de los Juegos Centroamericanos y del Caribe de La Habana en  1930. Encuadrados en el grupo A junto con el local Cuba y Honduras, los jamaiquinos fueron derrotados en sus dos presentaciones, 1-3 ante Cuba y 1-5 ante Honduras.

### Muchos contratiempos (1948-1970)
Antes de la independencia política del país, en agosto de 1962, fueron frecuentes los enfrentamientos ante naciones vecinas como Trinidad y Tobago, Haití, Cuba o Antillas Neerlandesas en el marco de triangulares y demás torneos amistosos. Fue afiliada a la FIFA en 1962 y posteriormente a la CONCACAF.
Consumada la independencia, Jamaica volvió a disputar un torneo oficial que organizó, los Juegos Centroamericanos y del Caribe de Kingston en 1962. Finalizó en cuarta posición en la tabla general.
En el Campeonato Concacaf de 1963 realizado en El Salvador, Jamaica es ubicada en el Grupo B, en su primer partido, el 24 de marzo, consigue una derrota 6-0 contra Costa Rica, el 28 de marzo vuelve a ver la goleada en un 8-0 frente a México, y para finalizar una derrota 2-1 el 30 de marzo frente a Antillas Neerlandesas.
Participó por primera vez a las eliminatorias al Mundial de 1966 liderando el grupo 2 de la primera ronda, con 5 puntos, por delante de Cuba y Antillas Neerlandesas para clasificar a la segunda ronda en compañía de México y Costa Rica, aunque finalizó en el último lugar con 1 punto, fruto de un empate conseguido en Kingston ante Costa Rica (1-1).
En los X Juegos Centroamericanos y del Caribe realizados en Puerto Rico, la selección de Jamaica termina sin ganar nada, en un campeonato en el que se enfrentó con equipos como Cuba, México (que finalizó campeón) y Puerto Rico.
La década terminaría con una nueva participación jamaiquina en el Campeonato Concacaf de 1969, realizada en Costa Rica, en la Serie tres de la Ronda Preliminar se enfrentaron contra Panamá, en la ida Jamaica empató 1-1, pero en la vuelta la derrotan 2-1 clasificando a la ronda final, en la que primero caen 3-0 contra Costa Rica, seguida de una derrota 2-0 contra México, luego contra Trinidad y Tobago en una derrota 3-2, con goles de Delroy Scott y Joshua Hamilton para el conjunto jamaiquino, luego contra Guatemala empatan 0-0, Antillas Neerlandesas era su último rival con el que perdió 2-1, con gol de David Largie para Jamaica, termina en último lugar con solo un punto.
Durante la fase de clasificación al Mundial de 1970 Jamaica fue eliminada en primera ronda en el grupo 3 (junto con Honduras y Costa Rica), finalizando en la última posición con 0 puntos. La década terminaría con una nueva participación jamaiquina en el Campeonato Concacaf de 1969, torneo donde terminarían colistas de la ronda final (6° lugar).

### Década de 1970 y 1980
Las décadas del setenta y ochenta pasarían sin pena ni gloria puesto que Jamaica no se pudo clasificar al Campeonato Concacaf de 1971 y tuvo que renunciar a las eliminatorias al Mundial de 1974 después de una sanción disciplinaria impuesta a 17 jugadores, tras una gira por las Bermudas.
La sexta edición del torneo de fútbol en los Juegos Panamericanos de Cali se llevó a cabo en la cuatro ciudades más importantes del Valle del Cauca en Colombia. Jamaica fue ubicado en el Grupo B, el 31 de julio pierde 2-0 con México, el 4 de agosto empata 0-0 con Cuba y el 5 de agosto pierde 0-2 con Trinidad y Tobago terminando en última posición y sin poder clasificarse para la Fase final.
En el Grupo 4 de la Primera ronda de Clasificación de Concacaf para la Copa Mundial de Fútbol de 1974 Jamaica se enfrentaría a Antillas Neerlandesas pero renunció a disputar la eliminatoria y Antillas Neerlandesas accedió directamente a la ronda final.
En los Juegos Panamericanos de Ciudad de México 1975, Jamaica fue ubicada en el Grupo B, el 13 de octubre empata 0-0 con Canadá y el 15 de octubre es goleado 6-0 por Argentina, terminando en última posición sin ningún punto y sin poder clasificarse para la Segunda ronda.
Jamaica no tendría mayor fortuna en la fase preliminar al Mundial de 1978 siendo eliminada por Cuba (1-3, 0-2). La Copa de Naciones de la CFU 1978 fue celebrada en Trinidad y Tobago, en Primera ronda se enfrenta a Guadalupe con la que pierde 1-0 en la ida y 2-1 en la vuelta quedando eliminado.
La Copa de Naciones de la CFU 1979 fue celebrada en Surinam (campeona de la edición anterior), en Ronda Preliminar Jamaica se enfrenta contra San Cristóbal y Nieves y lo derrota 2-1 en ida y 2-1 en vuelta, clasificándose para la Primera ronda en la se enfrenta a Haití (campeona de esa edición) y que cae por 3-0 en la ida y en la vuelta por una goleada 4-0, quedando eliminado.
Luego vendría la Copa de Naciones de la CFU 1981, en esta edición fue celebrada en Puerto Rico, su historia fue corta ya que en Ronda Preliminar se enfrenta a Trinidad y Tobago (campeona de esa edición) y gana en la ida 2-0 pero en la vuelta es goleada 0-4, quedando eliminada del torneo.
Ni siquiera pudo participar de las eliminatorias a los Mundiales de 1982 y 1986 por problemas económicos para armar un cuadro competitivo en el primer caso y por sanción de la FIFA al no haber pagado su cuota, en el segundo caso.
La Copa de Naciones de la CFU 1983 se celebró en Guayana Francesa y se enfrentaría en el Grupo 4 de la Ronda clasificatoria contra Puerto Rico, pero Puerto Rico y Jamaica abandonaron el torneo y ninguno pasó a la Segunda ronda.
El Campeonato Concacaf de 1985 sirvió de marco a la clasificación para la Copa Mundial de Fútbol de 1986, en la Fase preliminar se enfrentaría a Canadá, pero Jamaica fue excluida, y Canadá avanza automáticamente a la Primera fase, Jamaica quedó sin poder clasificarse para la Copa Mundial de Fútbol de 1986.
El Campeonato Concacaf de 1989 sirvió de marco a la clasificación para la Copa Mundial de Fútbol de 1990, en la Primera fase preliminar de la Fase preliminar, el 12 de mayo de 1988 jugó contra Puerto Rico, en ida gana 1-0 y el 29 da mayo en vuelta gana 1-2, en la Segunda fase preliminar, el 24 de julio en ida empata 0-0 contra Estados Unidos y el 13 de agosto en vuelta lo golean 5-1, quedando eliminado y sin clasificarse para la Copa Mundial de Fútbol de 1990.
La Copa del Caribe de 1989 fue la 1ª edición del torneo de naciones más importante del Caribe organizado por la CFU donde participaron 16 equipos después de que Guyana fuera descalificado por no pagar multas. Jamaica fue ubicada en el Grupo C de la Ronda clasificatoria, el 23 de abril pierde 1-0 con Antigua y Barbuda, el 7 de mayo pierde 1-3 con Guadalupe, el 4 de junio empata 0-0 con Dominica y el 18 de junio empata 1-1 con Santa Lucía, terminando en 4° posición con 2 puntos, quedando eliminada.

### Década de 1990
La Copa del Caribe de 1990 tuvo como sede a Trinidad y Tobago (campeón de la edición anterior) y Jamaica fue ubicada en el Grupo de la Fase final, el 25 de julio empata 0-0 con Granada y el 27 de julio 0-0 con el anfitrión Trinidad y Tobago, terminando en 2° posición con 2 puntos sin poder acceder a la Final pero logrando meterse en el partido por el tercer y cuarto puesto, donde se enfrentaría a Barbados el 29 de julio; sin embargo, el torneo fue cancelado y se puede decir que Trinidad y Tobago y Martinica (final) terminaron en 1ª posición, y Jamaica y Barbados en 3ª.
La Copa del Caribe 1991 fue la segunda edición de la Copa del Caribe y Jamaica fue ubicada en el Grupo A de la Fase final goleó a Guyana 6-0 con goles de Wayne Palmer, Paul Davis, Roderick Reid, Barry Gaynor y Walter Boyd y le ganó a Islas Caimán 3-2 con 2 goles de Paul Davis y 1 de Montique Long, luego se enfrentaría a Cuba pero este renunció, terminó en 1° puesto con 6 puntos, en semifinales se enfrentó a Santa Lucía ganándole 2-0 con goles de Paul Davis y Roderick Reid, en la Final derrotó a Trinidad y Tobago 2-0 con goles de Paul Davis y Winston Anglin logrando su primer título internacional.
La Copa de Oro de la Concacaf 1991 fue la primera edición del máximo torneo de selecciones organizado por la Confederación de Fútbol Asociación de Norte, Centroamérica y el Caribe (Concacaf). Estuvo en el Grupo A de la Primera fase, el 28 de junio perdió contra México 1-4 con un gol de Roderick Reid para Jamaica, el 30 de junio es goleada por Honduras 5-0 y el 3 de junio pierde contra Canadá 3-2 con goles de Hector Wright y Roderick Reid para Jamaica, quedando en último lugar sin ningún punto y eliminada.
En la Copa del Caribe 1992 Jamaica fue ubicada en el Grupo B de la Fase final, ganándole a San Vicente y las Granadinas 2-0, a Guadalupe 1-0 y con Cuba 0-0 terminando con 5 puntos empatando con Cuba en todo y en el sorteo se le da el primer puesto a Cuba, por lo que Jamaica quedaría en segundo clasificando a Semifinales derrotando 1-0 a Martinica, luego se enfrentaría a una Final reeditada con el anfitrión Trinidad y Tobago pero esta vez perdiendo 3-1, conformándose con el Subcampeonato.
En la segunda fase preliminar de la Zona del Caribe de la Clasificación de Concacaf para la Copa Mundial de Fútbol de 1994 se enfrenta el 23 de mayo de 1992 contra Puerto Rico, en ida gana 2-1, y en vuelta el 30 de mayo gana 0-1, clasificando a la Primera fase, el 5 de julio en ida se enfrenta a Trinidad y Tobago y gana 1-2, en vuelta el 16 de agosto empata 1-1, clasificando al Grupo B de la Segunda fase, el 18 de octubre empata 1-1 contra Canadá, el 25 de octubre empata 1-1 contra Bermudas, el 1 de noviembre pierde 1-0 contra Canadá, el 8 de noviembre gana 3-2 contra Bermudas, el 22 de noviembre pierde 0-2 contra El Salvador y el 6 de diciembre pierde 1-2 contra El Salvador, quedando en tercera posición con 4 puntos quedando eliminado, sin poder entrar a la Fase final y tampoco a la Copa Mundial de Fútbol de 1994.
La Copa de Oro de la Concacaf 1993 fue la segunda edición de la Copa de Oro de la Concacaf en la que participaron 8 selecciones nacionales. Jamaica fue ubicada en el Grupo A de la Primera fase, el 10 de julio pierde 0-1 contra Estados Unidos, el 14 de julio gana 3-1 contra Honduras con goles de Devon Jarrett, Paul Davis y Walter Boyd y el 17 de julio empata 1-1 con Panamá con gol de Paul Davis, terminando en 2° posición con 4 puntos y clasificando a la Segunda fase, el 22 de julio juega las Semifinales y es goleado 6-1 por México con gol de Hector Wright, el 25 de julio juega el Tercer lugar y empata 1-1 con Costa Rica con gol de Devon Jarrett; Costa Rica y Jamaica compartieron el tercer lugar.
La Copa del Caribe de 1993 fue la 4ª edición del torneo de naciones más importante del Caribe organizado por la CFU, el cual fue organizado en Jamaica y participaron 19 selecciones de la región. Jamaica fue ubicada en el Grupo A de la Fase de grupos de la Ronda final, el 21 de mayo le gana 4-1 a San Cristóbal y Nieves, el 23 de mayo le gana 2-0 a Sint Maarten y el 25 de mayo le gana 1-0 a Puerto Rico, en Semifinales le gana el 28 de mayo 3-0 a Trinidad y Tobago con goles de Paul Davis, Winston Anglin y Roderick Reid, el 30 de mayo en la Final empata 0-0 con Martinica y pierde 5-6 en los penaltis, terminando como subcampeón.
Los XVII Juegos Centroamericanos y del Caribe se realizaron en Ponce, Puerto Rico entre el 19 y 30 de noviembre de 1993. Jamaica estuvo en el Grupo B, el 27 de noviembre se enfrenta contra Cuba y empata 1-1, el 23 empata 0-0 con Colombia y el 25 gana 0-3 contra Islas Caimán, en la tabla queda de 2° con 4 puntos y clasifica a la Ronda final, el 27 en semifinales se enfrenta a Costa Rica (campeón de esa edición) y pierde 2-1, el 29 en el Tercer Puesto se enfrenta a Cuba y pierde 3-1,  Jamaica termina en cuarto lugar.

### Los "Reggae Boyz" (1994-1998)
La Copa Del Caribe 1994 fue la quinta edición de la Copa del Caribe, el campeonato de fútbol del Caribe, en la zona de la CONCACAF. Jamaica fue ubicado en el Grupo 5 de la Fase preliminar, ganándoles a Sint Maarten 3-2, goleando a Islas Vírgenes Británicas 12-0 y perdiendo con Islas Caimán 3-2, terminando segundo con 6 puntos sin poder clasificar a la Fase final.

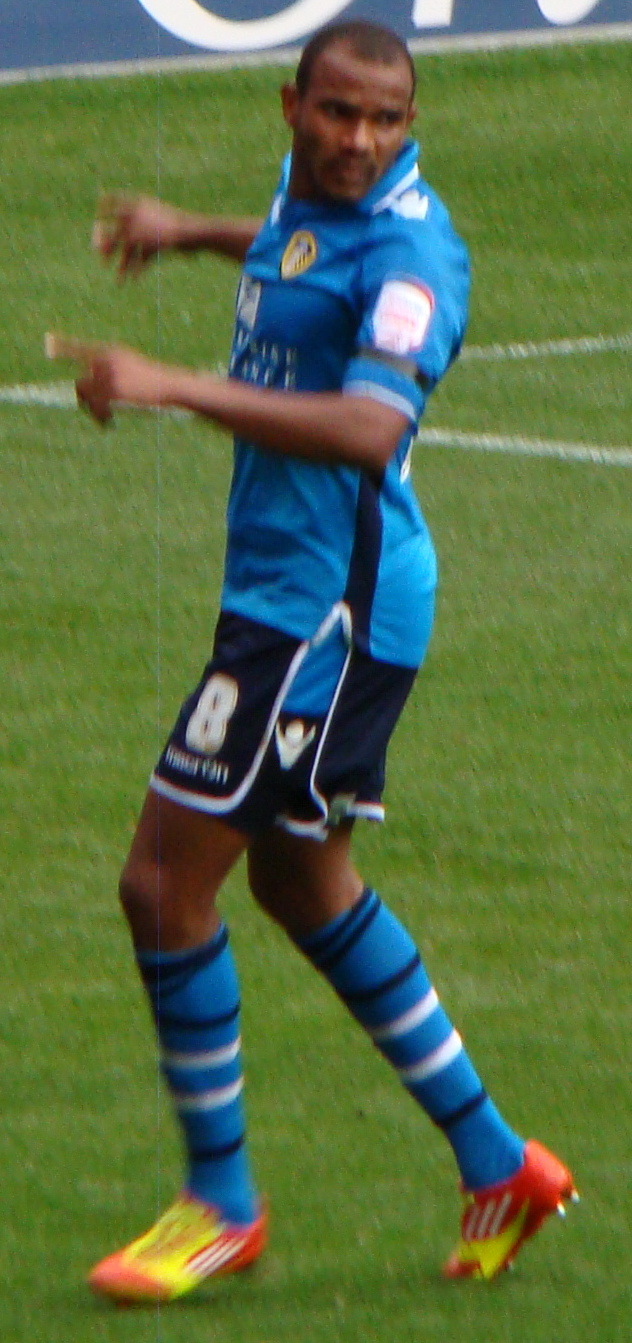
Rodolph Austin.

La Copa del Caribe de 1995 fue la 6ª edición del torneo de fútbol a nivel de selecciones nacionales más importante del Caribe, organizado por la CFU y cuya ronda final se jugó en Islas Caimán y Jamaica, siendo la primera ocasión en que el torneo es organizado por 2 países. Jamaica fue ubicado en el Grupo B de la Ronda final, el 19 de julio gana 2-1 contra Santa Lucía con goles de Onandi Lowe y Hector Wright, el 21 de julio pierde 1-2 contra Cuba con gol de Theodore Whitmore, el 23 de julio le gana 0-1 a Trinidad y Tobago con gol de Theodore Whitmore, con 6 puntos, igual cantidad que Trinidad y Tobago y Cuba, Trinidad y Tobago terminó en 1° puesto con +6 goles de diferencia, Jamaica y Cuba tenían +1, pero por razones desconocidas Cuba ganó 2° puesto, Jamaica quedó en 3°, sin poder clasificar a Semifinales.
La Copa del Caribe de 1996 fue la 7ª edición del torneo de fútbol más importante del Caribe a nivel de selecciones organizado por la CFU, el cual su ronda final se jugó en Trinidad y Tobago. Jamaica fue ubicada en el Grupo 6 de la Ronda clasificatoria donde se enfrentaría a Antigua y Barbuda y Barbados, pero Antigua y Barbuda abandonó el torneo, en la ida el 24 de abril ganó 2-0 con gol de penalti de Paul Young y uno de Paul Davis, el 28 de abril en la vuelta perdió 2-0, pero ganó 3-4 el los penaltis y Jamaica avanza a la Ronda final donde fue ubicado en el Grupo A de la Fase de grupos, el 24 de mayo se enfrentó a Trinidad y Tobago (campeón de esa edición) y perdió 1-0, el 26 de mayo le gana 4-1 a San Cristóbal y Nieves con un gol de Hector Wright, dos de Paul Davis y uno de Wayne Palmer y el 28 de mayo perdió 3-1 contra Surinam con gol de Onandi Lowe, terminando en tercera posición con tres puntos y sin poder clasificar a Semifinales.

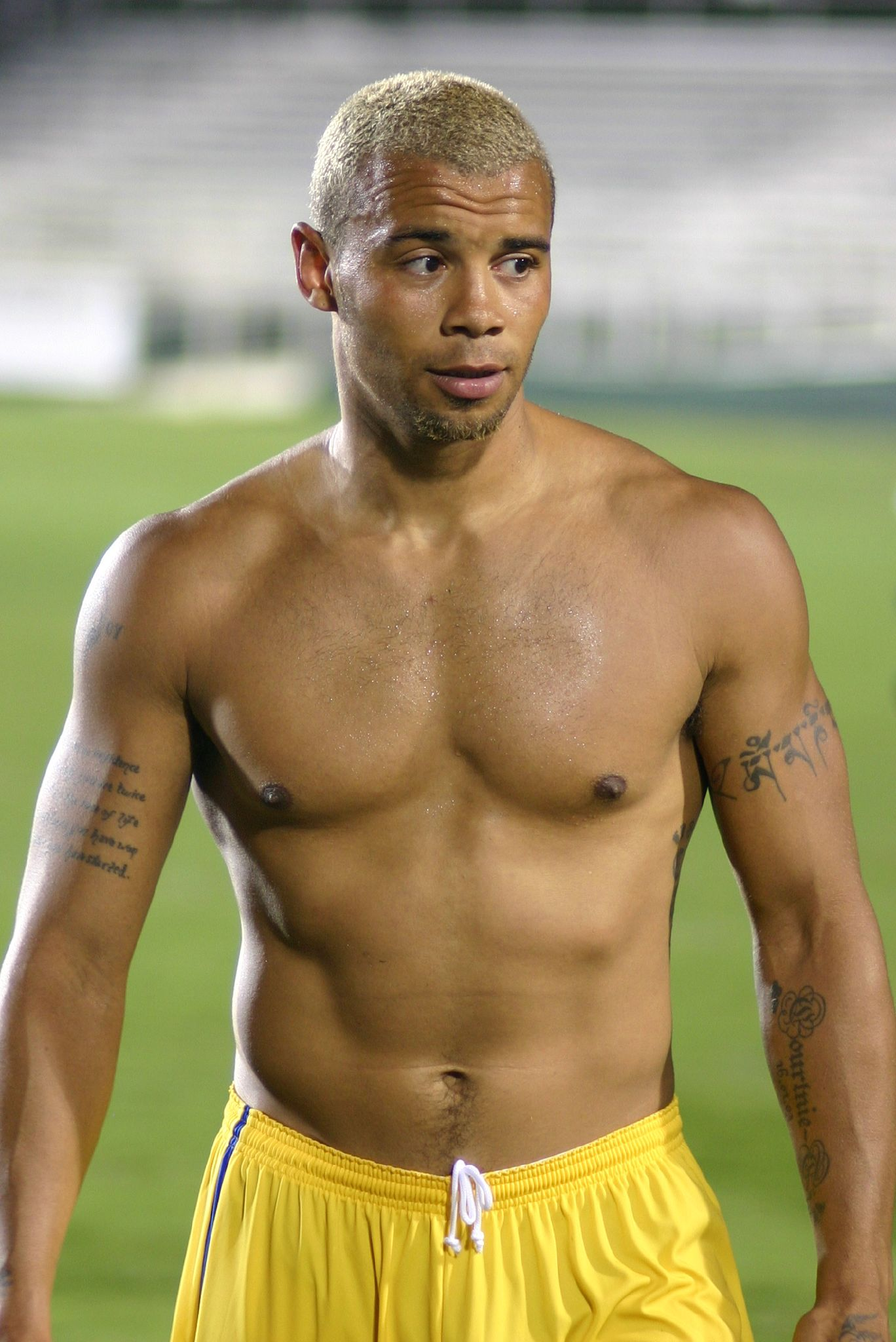
Deon Burton marcó cuatro goles en cinco partidos de la última ronda de clasificación para el Mundial de 1998.

Luego vendría la Clasificación de Concacaf para la Copa Mundial de Fútbol de 1998 y la Concacaf disponía de 3 plazas de las 32 totales del mundial, Jamaica estaba en el Grupo 1 de la Segunda ronda el partido de ida fue el 31 de marzo de 1996 donde le ganó a Surinam 0-1 y el 21 de abril en la vuelta volvió a ganar 1-0 y Jamaica pasaría a la Tercera ronda, con un marcador global de 2:0, ubicado en el Grupo C de la Zona del Caribe se enfrentó a Barbados, el partido de ida fue el 23 de junio donde ganó 0-1, la vuelta fue el 30 de junio y volvió a ganar 2-0 y Jamaica pasaría a la ronda final, con un marcador global de 3:0. Pasaría al Grupo C de la Semifinal, donde se enfrentó el 15 de septiembre a Honduras donde ganó 3-0, el 23 de septiembre le gana 1-2 a San Vicente y las Granadinas, el 16 de octubre pierde 2-1 con México, el 27 de octubre empata 0-0 con Honduras, el 10 de noviembre golea 5-0 a San Vicente y las Granadinas y el 17 de noviembre le gana 1-0 a México quedando en primer lugar con 13 puntos, donde Jamaica y México pasarían a la ronda final. En la Fase final se enfrenta el 2 de marzo de 1997, contra Estados Unidos empatando 0-0, el 13 de abril México lo golea 6-0, el 27 de abril empata 0-0 con Canadá, el 11 de mayo cae 3-1 contra Costa Rica, el 18 de mayo gana 1-0 contra El Salvador, el 7 de septiembre le gana 1-0 a Canadá, el 14 de septiembre gana 1-0 contra Costa Rica, el 3 de octubre 1-1 contra el Estados Unidos, el 9 de noviembre 2-2 con El Salvador y el 16 de noviembre 0-0 contra México, queda tercero en la tabla con 14 puntos y clasifica a la Copa Mundial de Fútbol de 1998 junto con México y Estados Unidos.
La Copa del Caribe de 1997 fue la 8ª edición el torneo de fútbol a nivel de selecciones nacionales más importante del Caribe organizado por la CFU, cuya edición tuvo como sede de la Ronda final a Antigua y Barbuda y San Cristóbal y Nieves de manera conjunta. Jamaica fue ubicada en el Grupo 2 de la Ronda clasificatoria, Se jugó en Jamaica, pero PUR y CAY abandonaron el torneo, el 21 de febrero jugó la ida contra Bermudas y ganó 0-1 con gol de Andy Williams, en la vuelta el 27 de febrero vuelve a ganar 3-2 con goles de Linval Dixon, Stephen Malcolm y Dean Sewell clasificando a la Ronda de Play Off donde se enfrentó con Aruba, lo goleó 6-0 y clasificó al Grupo A de la Ronda final, donde empató 1-1 con Granada con gol de Paul Hall y luego le ganó a Antigua y Barbuda 2-0 con goles de Fitzroy Simpson y Theodore Whitmore, terminando con 4 puntos al igual que Granada con misma diferencia de goles pero terminando en segundo lugar y clasificando a Semifinales donde empató 1-1 con Trinidad y Tobago (campeón de esa edición) con gol de Theodore Whitmore pero perdiendo 2-4 por penaltis, sin poder clasificar a la Final pero sí al Tercer lugar donde se enfrentó a Granada donde ganó 4-1 con dos goles de Paul Hall, uno de Ricardo Gardner y uno de Paul Young y terminó en tercer lugar.
La Copa del Caribe de 1998 fue la 9ª edición del torneo de fútbol a nivel de selecciones más importante del Caribe organizado por la CFU y tuvo como sede de la Ronda final a Jamaica y a Trinidad y Tobago. Jamaica fue ubicada en el Grupo B de la Ronda final, el 22 de julio golea a Islas Caimán 4-0 con goles de Ian Goodison, Ricardo Gardner y dos de Theodore Whitmore, el 24 de julio le gana 2-3 a Antillas Neerlandesas con goles de Onandi Lowe, Ian Goodison y Walter Boyd y el 26 de julio le gana 2-1 a Haití con goles de Ian Goodison y Oneil McDonald, terminando en primer lugar con nueve puntos y clasificando a Semifinales donde el 29 de julio le gana 1-0 a Antigua y Barbuda con gol de Onandi Lowe clasificando a la Final donde el 31 de julio le gana 2-1 al otro anfitrión Trinidad y Tobago con goles de Oneil McDonald y Dean Sewell.

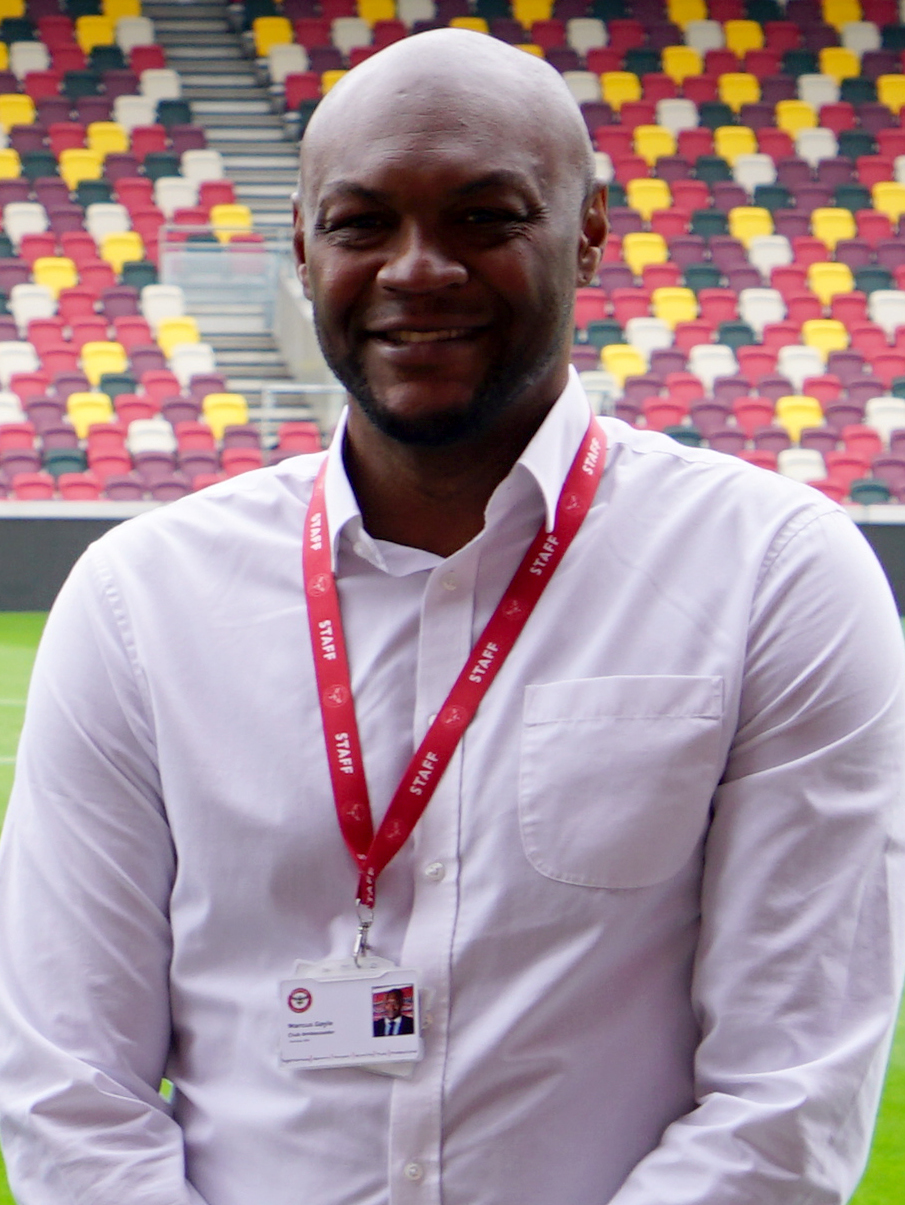
Marcus Gayle, uno de los mejores futbolistas de Jamaica, debutó con Jamaica en la Copa de Oro de la Concacaf 1998 con una espléndida actuación.

La Copa de Oro de la Concacaf 1998 fue la cuarta edición de la Copa de Oro de la Concacaf, organizada en Estados Unidos. Jamaica fue ubicado en el Grupo A de la Primera fase, el 3 de febrero empata 0-0 con Brasil, el 8 de febrero gana 3-2 con Guatemala y el 9 de febrero le gana 2-0 a El Salvador, terminando en 1° lugar con 7 puntos clasificando a la Segunda fase, el 12 de febrero pierde 1-0 en Semifinales contra México, el 15 de febrero pierde 1-0 en Tercer lugar contra Brasil, terminando en el 4° lugar del campeonato.

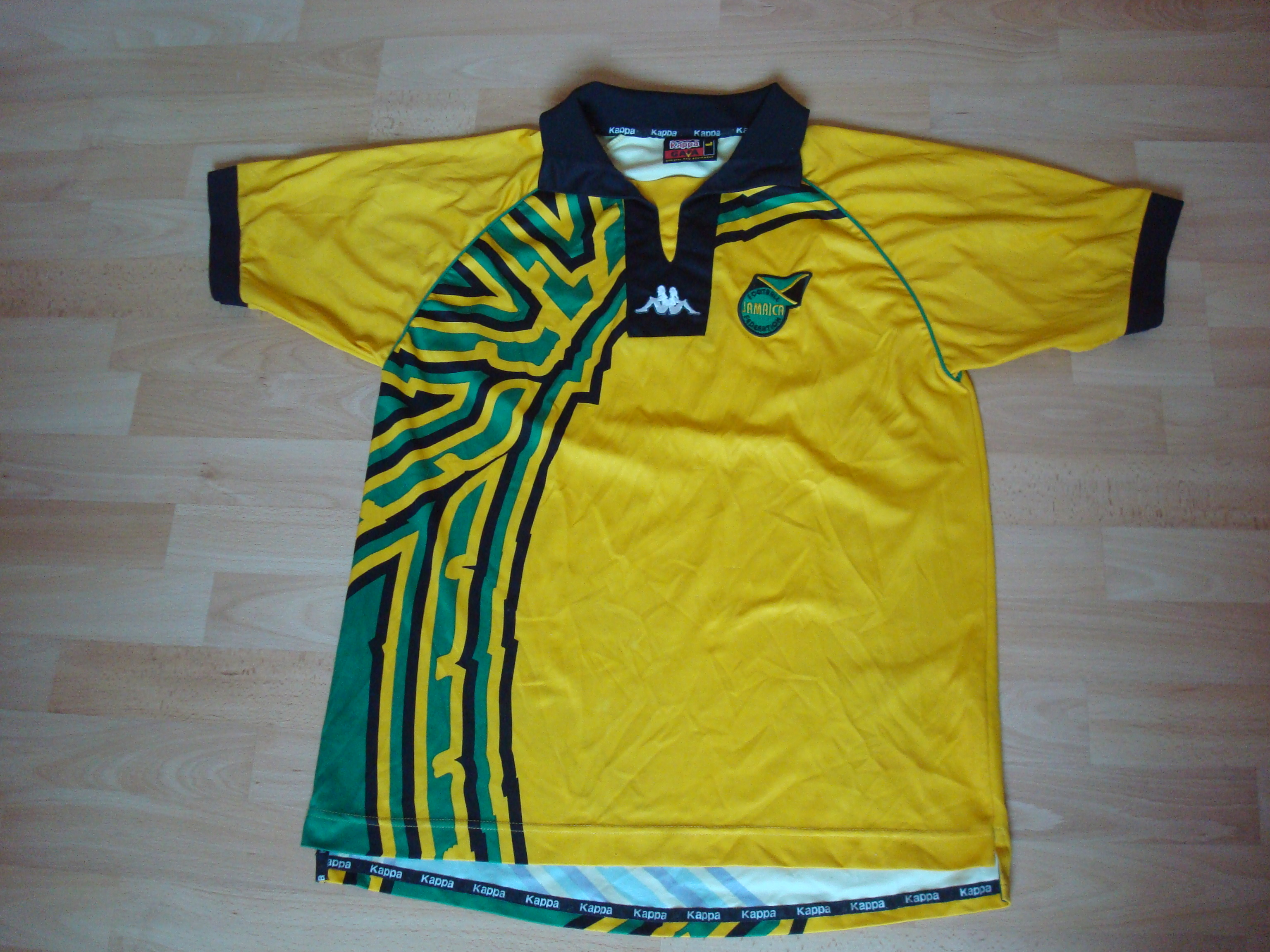
Camiseta de Jamaica para el Mundial de 1998.

La Copa Mundial de Fútbol de 1998 se desarrolló en Francia, entre el 10 de junio y el 12 de julio de 1998. Jamaica fue ubicada en el Grupo H de la Primera fase, el 14 de junio se enfrenta a Croacia donde pierde 1-3 con gol de Robbie Earle para Jamaica, el 21 de junio es goleada por Argentina 5-0, con este resultado quedaría automáticamente eliminada, aunque faltaba un partido, el 26 de junio le gana 1-2 a Japón con dos goles de Theodore Whitmore para Jamaica, terminando en tercera posición con 3 puntos.
| Equipo    | Pts | PT | G | E | P | GF | GC | DG |
| --------- | --- | -- | - | - | - | -- | -- | -- |
| Argentina | 9   | 3  | 3 | 0 | 0 | 7  | 0  | 7  |
| Croacia   | 6   | 3  | 2 | 0 | 1 | 4  | 2  | 2  |
| Jamaica   | 3   | 3  | 1 | 0 | 2 | 3  | 9  | -6 |
| Japón     | 0   | 3  | 0 | 0 | 3 | 1  | 4  | -3 |

| 14 de junio de 1998 | Jamaica   | 1:3 (1:1) | Croacia                                 | Stade Félix Bollaert, Lens                                |                                                           |
|                     | Earle 45' |           | 27' Stanic · 53' Prosinečki · 69' Šuker | Asistencia: 38 058 espectadores Árbitro(s): Vítor Pereira | Asistencia: 38 058 espectadores Árbitro(s): Vítor Pereira |

| 21 de junio de 1998 | Argentina                                        | 5:0 (1:0) | Jamaica | Parc des Princes, París                                   |                                                           |
|                     | Ortega 31', 55' · Batistuta 72', 80', 82' (pen.) |           |         | Asistencia: 45 000 espectadores Árbitro(s): Rune Pedersen | Asistencia: 45 000 espectadores Árbitro(s): Rune Pedersen |

| 26 de junio de 1998 | Japón        | 1:2 (0:1) | Jamaica           | Stade Gerland, Lyon                                      |                                                          |
|                     | Nakayama 74' |           | 39', 54' Whitmore | Asistencia: 39 100 espectadores Árbitro(s): Günter Benkö | Asistencia: 39 100 espectadores Árbitro(s): Günter Benkö |

La Copa del Caribe de 1999 fue la 10ª edición del torneo de selecciones nacionales más importante del Caribe organizado por la CFU, el cual tuvo a Trinidad y Tobago como la sede de la Ronda final. Jamaica fue ubicada en el Grupo A de la Ronda final, el 3 de junio pierde 1-0 con Trinidad y Tobago (campeón de esa edición), el 5 de junio goles 5-1 a Guadalupe con goles de Fabian Davis, Winston Griffiths y triplete de Rae Graham, el 7 de junio le gana 2-1 a Granada con goles de Rae Graham y Ricardo Fuller, terminando en segundo lugar con seis puntos y clasificando a Semifinales donde el 10 de junio pierde 2-0 con Cuba sin poder clasificar a la Final pero clasificando al Tercer lugar donde el 13 de junio se enfrentaría a Haití pero el juego fue cancelado debido a las condiciones del terreno de juego y Jamaica y Haití comparten en tercer lugar.

### El nuevo siglo
La Copa de Oro de la Concacaf 2000 fue la quinta edición de la Copa de Oro de la Concacaf; el torneo continental de la Concacaf, que se realizó en los Estados Unidos durante febrero de 2000. Jamaica fue ubicada en el Grupo A de la Primera fase, el 12 de febrero pierde 1-0 con Colombia y dos días después pierde 0-2 con Honduras quedando en último lugar y sin puntos.
Para la Copa Mundial de Fútbol de 2002, la CONCACAF tuvo un total de 3 cupos directos. Jamaica fue ubicado en el Grupo B de la Segunda fase, el 16 de julio de 2000 gana 0-1 contra San Vicente y Granadinas, el 23 de julio de 2000 gana 3-1 contra Honduras, el 16 de agosto le gana 1-0 a El Salvador, el 3 de septiembre asegura su clasificatoria a la Fase final ganándole 2-0 a San Vicente y Granadinas, luego el 8 de octubre pierde 1-0 contra Honduras y el 15 de noviembre es derrotado por El Salvador 2-0, en la Fase final su primer partido es el 28 de febrero de 2001 ganándole 1-0 a Trinidad y Tobago empezando con el pie derecho, pero luego decayó en los siguientes resultados, el 25 de marzo es goleado por México 4-0, el 25 de abril empata 1-1 con Honduras, el 16 de junio empata 0-0 con Estados Unidos, el 20 de junio pierde 2-1 con Costa Rica, el 30 de junio le gana 1-2 a Trinidad y Tobago, el 2 de septiembre pierde 1-2 con México, el 5 de septiembre pierde 1-0 con Honduras, el 7 de octubre pierde 2-1 con Estados Unidos y el 11 de noviembre termina derrotado 0-1 con Costa Rica, terminando en quinta posición con 8 puntos sin poder clasificar a la Copa Mundial de Fútbol de 2002
La Copa del Caribe del 2001 fue la 11ª edición del torneo de fútbol a nivel de selecciones nacionales más importante del Caribe organizado por la CFU y que tuvo a Trinidad y Tobago como sede de la Ronda final. Jamaica fue ubicada en el Grupo A de la Ronda final, el 15 de mayo le gana 1-0 a Martinica con gol de Andy Williams, el 17 de mayo pierde 2-1 con Trinidad y Tobago con gol de Wolde Harris, el 19 de mayo le gana 2-1 a Barbados con un penalti de Wolde Harris y Fabian Taylor, terminando con seis puntos al igual que Trinidad y Tobago y Martinica, a Trinidad y Tobago se le da el primer puesto por una diferencia de goles de +5, a Martinica se le da el segundo puesto por una diferencia de goles de +2 y a Jamaica se le da el tercer puesto con una diferencia de goles de -1, sin poder clasificar a Semifinales.
La Copa de Oro de la Concacaf 2003 fue la séptima edición del torneo continental de la Concacaf, que se realizó en los Estados Unidos y México en el mes de julio. Jamaica fue ubicada en el Grupo B de la Primera fase, el 13 de julio pierde 0-1 con Colombia y el 15 de julio le gana 0-2 a Guatemala, con gol de Onandi Lowe y penalti de Andy Williams, terminando en 2° lugar con 3 puntos y clasificando a la Segunda fase donde son goleados 5-0 el 20 de julio en Cuartos de final por México.
Para la Copa Mundial de Fútbol de 2006, la CONCACAF tuvo un total de 3 cupos directos y uno de repechaje contra el cuarto seleccionado de la AFC. En la Primera fase, Jamaica se enfrentó contra Haití, el partido de ida fue el 12 de junio de 2004y empató 1-1, la vuelta fue el 20 de junio y ganó 3-0, clasificando a la Segunda fase, ubicado en el Grupo 1, el 18 de agosto empató con Estados Unidos 1-1, el 4 de septiembre pierde 1-2 con Panamá, el 8 de septiembre ganó 0-3 con El Salvador, el 9 de octubre empata 1-1 con Panamá, el 13 de octubre empata 0-0 con El Salvador y el 17 de noviembre empata 1-1 con Estados Unidos, quedando en 3° posición con 7 puntos sin poder clasificar a la Fase final.
La Copa de Oro de la Concacaf 2005 fue la séptima edición de la Copa de Oro de la Concacaf, el torneo continental de la Concacaf, que se realizó en los Estados Unidos en el mes de julio. Jamaica es ubicada en el Grupo C de la Primera fase donde el 7 de julio le ganan 3-4 a Guatemala con goles de Luton Shelton, Ricardo Fuller, Andy Williams (de penalti) y Jermaine Hue, el 9 de julio empata 3-3 con Sudáfrica, con goles de Jermaine Hue, Damion Stewart y Teafore Bennett y el 12 de julio pierde 1-0 con México, terminando en 3° lugar con 4 puntos y clasificando a la Segunda fase, el 16 de julio pierden 3-1 en cuartos de final con Estados Unidos (campeón de esa edición) con gol de Ricardo Fuller.

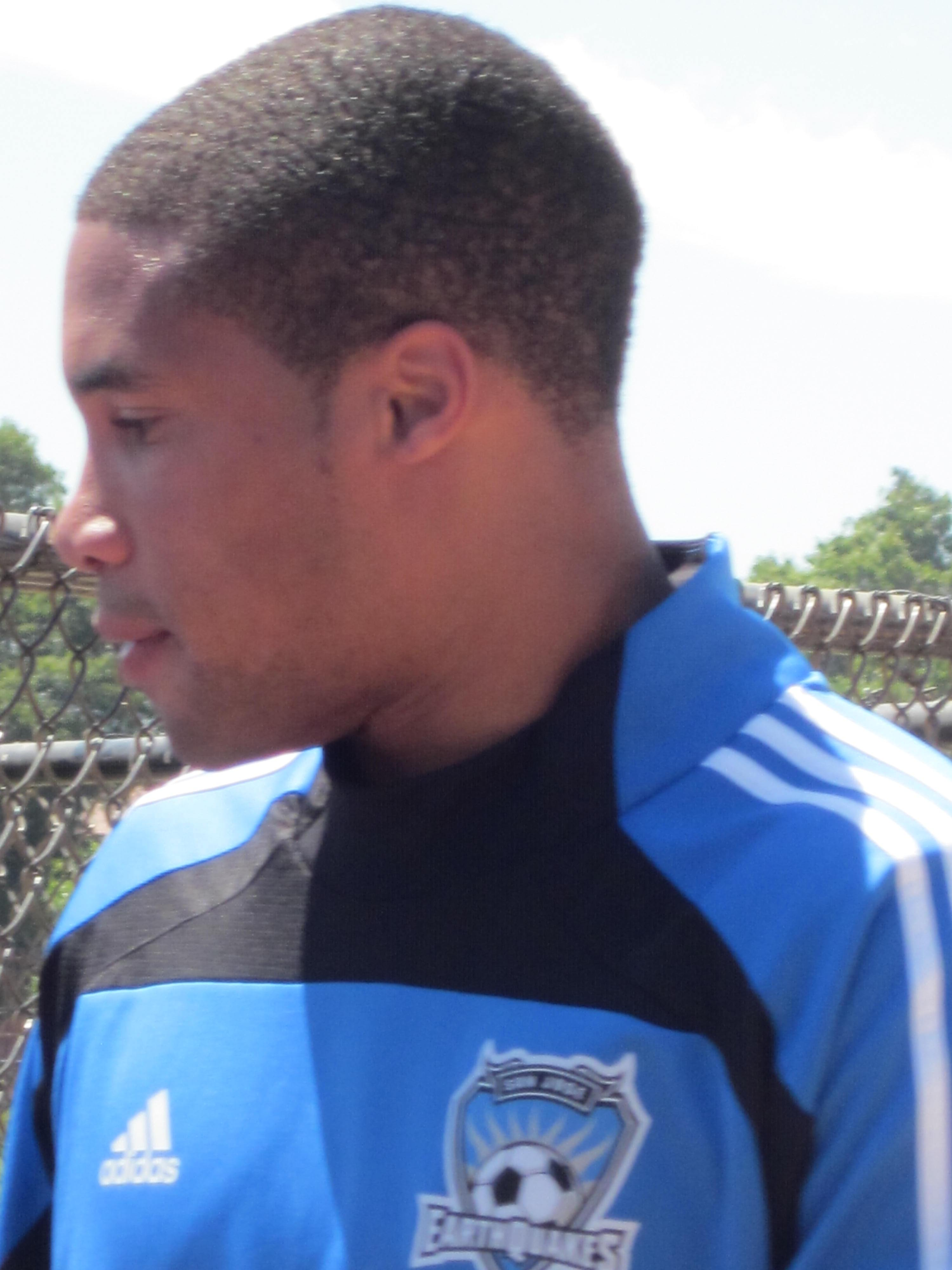
Ryan Johnson, con solo 22 años fue convocado por Jamaica cuando jugaba en el Chicago Fire.

La Copa del Caribe de 2005 fue la XIII versión de la Copa del Caribe. Jamaica fue ubicada en el Grupo A de la Primera fase, el 24 de noviembre de 2004 consigue su histórica y recordada goleada que fue noticia mundial pues goleó 12-0 a Sint-Maarten con triplete de Roland Dean, un gol de Jermaine Hue, póquer de Luton Shelton, un gol de Khari Stephenson, dos goles de Robert Scarlett y un gol de Richard West sin conformarse con eso el 26 de noviembre golea y aplasta 1-11 a Islas Vírgenes Estadounidenses con gol de Luton Shelton, dos goles de Roland Dean, triplete de Jermaine Hue, un gol de Khari Stephenson, un gol de Andy Williams, un gol de Fabian Davis, un gol de Teafore Bennett y un gol de Akeem Priestly, Haití logra tranquilizar un poco a Jamaica pero no le bastó pues Jamaica ganó 3-1 con goles de Khari Stephenson, Roland Dean y Luton Shelton, terminando en primer puesto con nueve puntos clasificando a la Segunda fase el 12 de diciembre en la ida empata 1-1 con Santa Lucía con gol de Akeem Priestly, el 19 de diciembre en la vuelta le gana 2-1 con goles de Roland Dean y Jermaine Hue clasificando a la Tercera fase donde el 8 de enero de 2005 golea en la ida a Guayana Francesa con goles de Jermaine Hue, Damion Stewart, Luton Shelton, Robert Scarlett y Teafore Bennett en la vuelta el 15 de enero empata 0-0 clasificando a la Fase final, el 20 de febrero le gana 2-1 a Trinidad y Tobago con goles de Luton Shelton y Andy Williams, el 22 de febrero le gana 1-0 a Barbados con gol de Andy Williams y el 24 de febrero se enfrenta a Cuba el ganador obtendría los tres puntos para completar nueve y se quedaría con el título Jamaica lo derrotó 1-0 con gol de Luton Shelton, además de quedar de campeón también clasificó a los Clasificados a la Copa de Oro de la Concacaf 2005.
La Copa del Caribe de 2007 es la XIV versión de la Copa del Caribe y se llevó a cabo desde el 9 de septiembre hasta el 23 de enero, en Trinidad y Tobago. Jamaica fue ubicada en el Grupo D de la Primera ronda, el 27 de septiembre de 2006 golea 0-4 a Santa Lucía con goles de Wilfred Smith, dos goles de Kevin Lamey y un gol de Demar Phillips, el 29 de septiembre pierde 1-2 con San Vicente y las Granadinas con gol de Roland Dean y el 1 de octubre le gana 0-2 a Haití con goles de Wilfred Smith y Fabian Dawkins, Jamaica termina con 6 puntos al igual que Haití y San Vicente y las Granadinas, Haití ganó primer lugar con una diferencia de goles de +8, pero Jamaica y San Vicente y las Granadinas tenían una diferencia de goles de +5, el segundo puesto se lo dieron a San Vicente y las Granadinas y el tercer a Jamaica, sin poder clasificar a la Segunda ronda.
La Copa del Caribe 2008 fue la XV versión de la Copa del Caribe. Jamaica fue ubicado en el Grupo J de la Primera fase de la Tercera ronda. El 3 de diciembre de le gana 2-1 a Barbados con gol de Rodolph Austin y penalti de Luton Shelton, el 5 de diciembre golean 4-0 a Granada con goles de Eric Vernan, Luton Shelton, Andy Williams y Demar Phillips y el 7 de diciembre empata 1-1 con Trinidad y Tobago con gol de Eric Vernan, terminando en primer lugar con siete puntos y clasificando a Semifinales de la Segunda fase donde le gana 2-0 a Guadalupe con goles de O'Neil Thompson y Luton Shelton clasificando a la final donde se volverían a enfrentar a Granada ganándole 2-0 con dos penaltis de Luton Shelton, terminando campeón y consiguiendo su cuarto título, el máximo goleador fue Luton Shelton con 5 goles compartiendo el título con Kithson Bain de Granada y el mejor jugador fue Eric Vernan.
La Copa de Oro de la Concacaf 2009 fue la décima edición del máximo torneo de selecciones organizado por la Confederación de Fútbol Asociación de Norte, Centroamérica y el Caribe (Concacaf por sus siglas en inglés). Jamaica fue ubicada en el Grupo A de la Primera fase, el 3 de julio de 2009 pierde 1-0 con Canadá, el 7 de julio pierde 0-1 con Costa Rica, el 10 de julio gana 1-0 con El Salvador con gol de Omar Cummings, quedando en 3° posición con 3 puntos y sin poder clasificar a la Segunda fase.
Para la Copa Mundial de Fútbol de 2010, la Concacaf cuenta con tres cupos directos y un cupo para la repesca contra el quinto lugar de la clasificatoria de la Conmebol. En la Primera y segunda fase, el 15 de junio de 2008 golea 7-0 a Bahamas el 18 de junio lo vuelve a golear 0-6, es ubicado en el Grupo 2 de la Tercera fase, el 20 de agosto empata 1-1 con Canadá, el 6 de septiembre cae 3-0 con México, el 10 de septiembre cae 2-0 con Honduras, el 11 de octubre le gana 1-0 a México, el 15 de octubre le gana 1-0 a Honduras y el 19 de noviembre le gana 3-0 a Canadá, termina en el 3° puesto con 10 puntos empatando con México pero siendo eliminado por la diferencia de goles, no pudo clasificar a la Hexagonal Final.
La Copa del Caribe 2010 fue la XVI versión de la Copa del Caribe. Jamaica fue ubicada en el Grupo I de la Primera fase de la Tercera ronda, el 27 de noviembre gana 3-1 contra Antigua y Barbuda con dos goles de Luton Shelton y uno de Dane Richards, el 29 de noviembre gana 0-2 contra Guadalupe con goles de Shaun Francis y Ryan Johnson y el 1 de diciembre golea 0-4 a Guyana con goles de Dane Richards, dos goles de Marvin Morgan, Jr. y un gol de Eric Vernan, terminando en primer lugar con nueve puntos y clasificando a Semifinales de la Segunda fase el 3 de diciembre donde empataría 1-1 en el tiempo reglamentario con Granada con gol de Dane Richards, y se venía la prórroga donde en el minuto 96 Troy Smith pone el 2-1 y la victoria para Jamaica clasificando a la Final donde el 5 de diciembre empató 1-1 con Guadalupe con gol de Omar Cummings, luego vino la prórroga y seguían empatando hasta que llegaron los penaltis, primero venía Larry Clavier de Guadalupe y anota, luego Rodolph Austin también convierte, le tocaba a Grégory Gendrey de Guadalupe y anota, pero Luton Shelton hace lo mismo para Jamaica, Cédric Collet de Guadalupe anota, lo mismo hace el jamaiquino O'Brian Woodbine, Mickaël Antoine-Curier anota para Guadalupe, y Eric Vernan también anota para Jamaica, pero el jugador Jean-Luc Lambourde falla el tiro para Guadalupe, y todo el campeonato quedaba en manos de Troy Smith quien a pesar de una gran presión anota y le da el quinto título a Jamaica, y Dane Richards queda como máximo goleador con cinco goles compartiendo el título con Kithson Bain.
La Copa de Oro 2011 fue la undécima edición del máximo torneo de selecciones organizado por la Confederación de Fútbol Asociación de Norte, Centroamérica y el Caribe (Concacaf por sus siglas en inglés). Jamaica fue ubicada en el Grupo C de la Primera fase, el 6 de junio golea 4-0 a Granada con goles de Luton Shelton, Ryan Johnson, Demar Phillips y Omar Daley, el 10 de junio le gana 2-0 a Guatemala con dos goles de Demar Phillips, el 13 de junio le gana 0-1 a Honduras con gol de Ryan Johnson, quedando en 1° posición con 9 puntos y clasificando a la Segunda fase, el 19 de junio, en Cuartos de final pierde 0-2 con Estados Unidos sin poder clasificar a Semifinales.

### Hexagonal final para el Mundial 2014

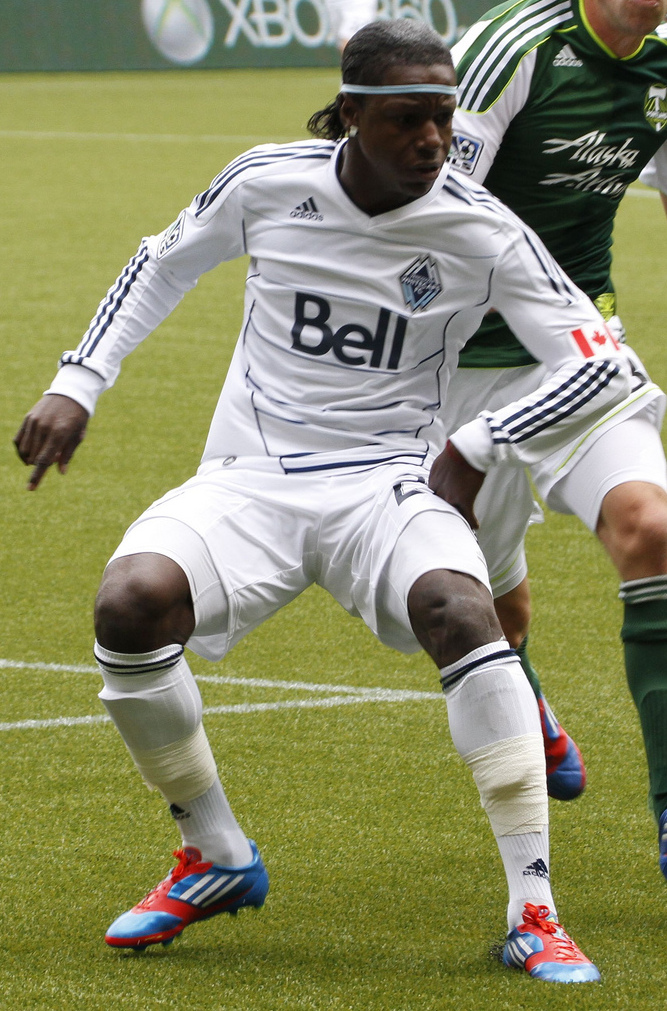
Darren Mattocks no tuvo que esperar mucho, cuando debutó en su primer club, el Vancouver Whitecaps con solo 22 años fue inmediatamente convocado por Jamaica, que lo convirtió en uno de sus mejores futbolistas.

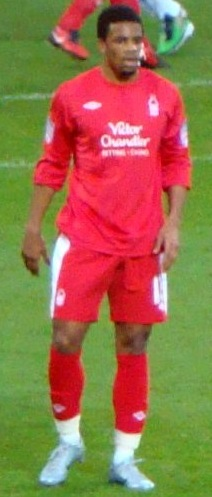
Garath McCleary, debutó en 2013 cuando jugaba en el Reading Football Club.

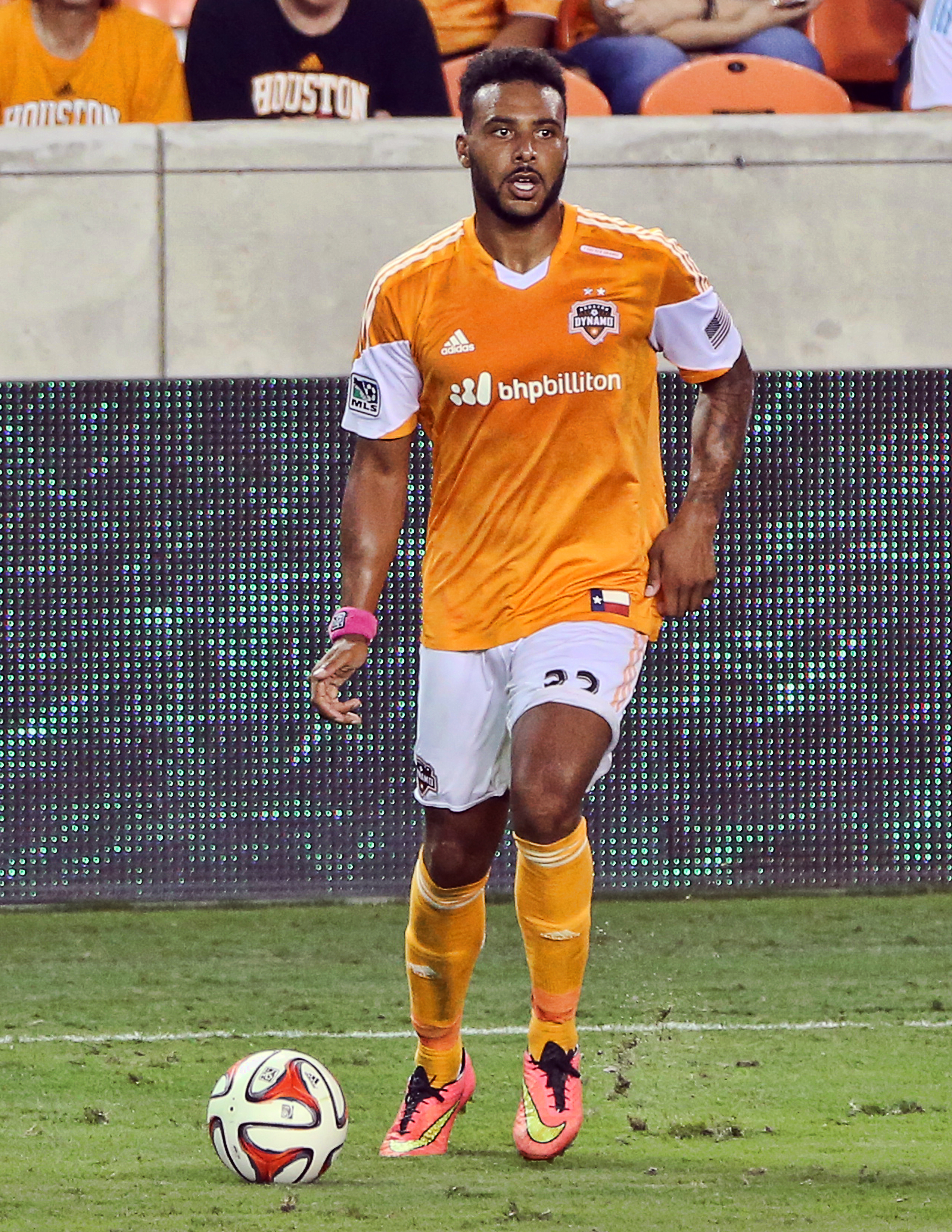
Giles Barnes recién debutaba en 2015 cuando jugaba en Houston Dynamo y en menos de un año se convirtió en leyenda jamaiquina.

La Clasificación de Concacaf para la Copa Mundial de Fútbol de 2014 se inició el día 15 de junio de 2011. Jamaica fue ubicada en el Grupo A de la Tercera ronda, el 8 de junio de 2012 le gana 2-1 a Guatemala, el 12 de junio empata 0-0 con Antigua y Barbuda, el 7 de septiembre le gana 2-1 a Estados Unidos, el 11 de septiembre pierde 1-0 contra Estados Unidos, el 12 de octubre pierde 2-1 contra Guatemala y el 16 de octubre le gana 4-1 a Antigua y Barbuda, terminando con 10 puntos, al igual que Guatemala, pero ganando por la Diferencia de goles y así quedar en 2° lugar clasificando a la Hexagonal final, el 6 de febrero de 2013 empata 0-0 con México, el 22 de marzo empata 1-1 con Panamá, el 26 de marzo pierde 2-0 con Costa Rica, el 4 de junio pierde 0-1 con México, el 7 de junio pierde 1-2 con Estados Unidos, el 11 de junio pierde 0-2 con Honduras, el 6 de septiembre empata 0-0 con Panamá, el 10 de septiembre empata 1-1 con Costa Rica, el 11 de octubre pierde 2-0 con Estados Unidos, el 15 de octubre empata 2-2 con Honduras, quedando último con 5 puntos logrados todos con empates, sin poder clasificar a la Repesca intercontinental.

### Copa del Caribe 2012 y 2014
La Copa del Caribe 2012 fue la XVII versión de la Copa del Caribe. Jamaica fue ubicada en el Grupo 10 de la Fase de grupos, el 8 de diciembre pierde 1-2 con Guayana Francesa con gol de Tremaine Stewart, el 10 de diciembre empata 0-0 con Martinica y el 12 de diciembre pierde 0-1 con Cuba, terminando en cuarto lugar con un punto y sin poder clasificar a la Segunda fase.
La Copa del Caribe de 2014 fue la XVIII edición del principal torneo internacional de selecciones absolutas organizado por la Unión Caribeña de Fútbol (CFU). Jamaica fue ubicada en el Grupo B de la Primera fase de la Fase de grupos, el 12 de noviembre empata 1-1 con Martinica con gol de Darren Mattocks, el 14 de noviembre le gana 3-0 a Antigua y Barbuda con goles de Kemar Lawrence, Darren Mattocks y Rodolph Austin y el 16 de noviembre le gana 2-0 a Haití con goles de Simon Dawkins y Darren Mattocks terminando en primer lugar con siete puntos clasificando a la Final de Mejor tercero empatando 0-0 en la prórroga con Trinidad y Tobago y se fueron a los tiros desde el punto penal, Kenwyne Jones de Trinidad y Tobago falla el penal, Jermaine Taylor de Jamaica anota, Ataullah Guerra de Trinidad y Tobago anota, pero Jobi McAnuff también, Kevin Molino de Trinidad y Tobago anota, pero Demar Phillips también, Joevin Jones anota, pero Michael Seaton de Jamaica falla, Khaleem Hyland de Trinidad y Tobago falla y le deja todo en manos a Rodolph Austin que sin ninguna duda anota y le da el triunfo a Jamaica y le da el sexto título y clasificó a los Clasificados a la Copa de Oro de la Concacaf 2015 y también fue Clasificado a la Copa América Centenario, Darren Mattocks fue máximo goleador junto a Kervens Belfort de Haití y Kevin Molino de Trinidad y Tobago, Rodolph Austin fue el mejor jugador del torneo y Andre Blake fue mejor portero.

### Copa América y Copa Oro
La Copa América 2015 fue la cuadragésima cuarta edición de este torneo, el más antiguo del mundo aún en vigencia, y la principal competencia futbolística entre selecciones nacionales de América del Sur. Jamaica fue ubicada en el Grupo B de la Primera fase, el 13 de junio pierde 1-0 contra Uruguay, el 16 de junio pierde 1-0 contra Paraguay y el 20 de junio pierde 1-0 contra la gran favorita Argentina, terminando en última posición y sin poder clasificar a la Segunda fase.
La Copa de Oro 2015 es la decimotercera edición del máximo torneo de selecciones organizado por la Confederación de Fútbol Asociación de Norte, Centroamérica y el Caribe (Concacaf). Jamaica es ubicada en el Grupo B. El 8 de julio empata con Costa Rica 2-2 con goles de Garath McCleary y Jobi McAnuff, el 11 de julio gana 1-0 a Canadá con gol de Rodolph Austin y el 14 de julio 1-0 a El Salvador con gol de Garath McCleary, terminando en primera posición con 7 puntos y clasificándose para la fase eliminatoria. El 18 de julio se enfrenta a Haití en cuartos de final ganando 0-1 con gol de Giles Barnes. En semifinales se enfrenta a los anteriores campeones, Estados Unidos el 22 de julio, derrotándolos 2-1 y alcanzando por primera vez en su historia la final de este torneo, el 26 de julio jugó contra México por la Final donde fue derrotado 1-3 con gol de Darren Mattocks sin poder clasificar a la Clasificación a la Copa FIFA Confederaciones 2017 pero si a la Clasificación a la Copa América Centenario.

### Lejos del Mundial 2018
La Clasificación de Concacaf para la Copa Mundial de Fútbol de 2018 es el torneo que determinará a los clasificados por parte de la Confederación de Fútbol de Norte, Centroamérica y el Caribe (Concacaf) a la Copa Mundial de Fútbol de 2018 a realizarse en Rusia. Jamaica fue ubicado en la Tercera ronda, el 4 de septiembre de 2015 Jamaica pierde 2-3 con Nicaragua, con goles de Darren Mattocks y Adrian Mariappa, el 8 de septiembre le gana a Nicaragua 2 - 0 con goles de Darren Mattocks y un gol de Simon Dawkins cuando recién llevaba 6 minutos de haber entrado, clasificando al Grupo B de la Cuarta ronda, el 13 de noviembre es derrotado 0-2 por Panamá, el 17 le gana 0-1 a Haití con gol de Giles Barnes.

### 2016 - 2019
La Copa América Centenario, Jamaica queda encuadrada en Grupo C con México Uruguay y Venezuela en su cae por la misma diferencia que en la Copa América 2015 1:0 frente a Venezuela en su segundo partido se enfrenta con México y cae 2:0 y en  su ultimó partido cae por 3:0 frente a Uruguay así Jamaica termina el torneo sin anotar goles perdiendo su tres partidos.
La Copa del Caribe de 2016 ya bajo la dirección técnica Theodore Whitmore Jamaica se enfrenta con Guyana partido que termina con empaté 2:2 aunque Jamaica termina ganado 4:2 en la Prórroga y en su segundo encuentro vence a Surinam por 2:0 con lo cual Jamaica termina en primera posición clasificándose a la Copa de Oro de 2017 y saliendo subcampeones de la Copa del Caribe de 2017.
La Copa de Oro de la Concacaf de 2017 fue la decimocuarta edición del máximo torneo de selecciones organizado por la Concacaf Jamaica fue incluida en el Grupo C junto con el excampeón del torneo México, con el ganador de la Copa del Caribe Curazao y la selección del El Salvador. En los partidos de primera fase logró vencer (2:0) a Curazao y luego empató (0:0) con México y (1:1) con El Salvador con lo cual consiguió quedar segundo se su grupo y clasificar a los cuartos de final en aquella instancia derrotó a Canadá por 2:1 y en semifinales se enfretó con México al cual logró vencer por tercera vez (1:0) y de ahí Jamaica logró clasificar históricamente a su segunda final de la Copa de Oro ya con ilusiones de ganar la copa salieron derrotados por (2:1) ante los Estados Unidos obteniendo por segunda vez el subcampeonato.

### Inicios del 2020
La Copa de Oro de la Concacaf 2021 fue la decimoquinta edición del máximo torneo de selecciones organizado por la Concacaf. Nuevamente Jamaica fue incluida en el grupo C, junto con el seleccionado de Costa Rica, Guadalupe y el debutante Surinam, en los partidos de primera fase logró vencer (2:0) a Surinam para luego volver a ganar (2:1) contra Guadalupe. Ya clasificado, perdió (1:0) su último partido contra Costa Rica, que lo ubicó en segundo lugar y clasificó a los cuartos de final. En aquel instancia, se enfrentó contra su verdugo Estados Unidos, que nuevamente lo derrotó por la mínima, eliminándolo del torneo, tal equipo luego ganaría el torneo.
En la Liga de Naciones de la Concacaf 2023-24, Jamaica enfrentó a Canadá por los cuartos de final de la Liga A, perdiendo (2:1) en el partido de local, pero remontando con un (3:2) de visita, resultando en un empate acumulado de (4:4) que se inclinó a favor de Jamaica por diferencia de goles de visita. Su avance a semifinales les permitió clasificar a la Copa América 2024.
En la Copa América 2024 el sorteo lo pondría con México, Venezuela y Ecuador. Debutaron ante México, partido que perderían 1-0, en su siguiente partido se enfrentaron ante la selección ecuatoriana, en el cual el resultado no sería muy diferente, perdiendo 3-1, en este partido Jamaica anotaría su primer gol en copa América y en su ultimo partido, los jamaicanos se enfrentaron a Venezuela, encuentro que culminaría en un 3-0 a favor de la vinotinto. y así terminarían últimos de su grupo con 0 puntos.

## Uniforme
| Primera equipación | (ver evolución) | Actual |  |

## Localía

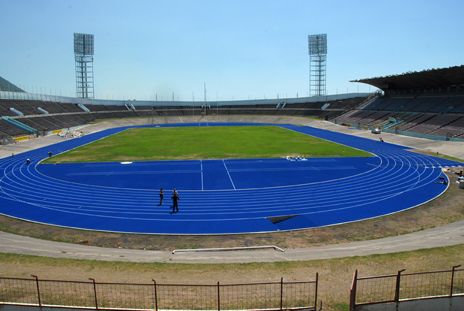
Vista del Parque Independence en 2011.

La selección de Jamaica jugó su primer partido en casa el 26 de noviembre de 1925 contra Haití en el Parque Sabina de Kingston. El equipo de fútbol compartió el estadio con el Selección de críquet de Jamaica y la Selección de críquet de Indias Occidentales. Jamaica jugó treinta partidos en este estadio antes de pasar al Parque Independence.
El Estadio Nacional, diseñado por el arquitecto Wilson Chong, fue construido entre 1960 y 1962 con el fin de organizar los novenos Juegos Centroamericanos y del Caribe en agosto de 1962. También conocido con el nombre de The Office, tiene una capacidad de 35.000 asientos y también incluye una pista de atletismo, donde se celebran los concursos escolares anuales y reuniones nacionales.
La historia del estadio se combina con la de Jamaica. Es en este lugar se bajó por última vez la Bandera del Reino Unido, el 6 de agosto de 1962. También se llevaron a cabo muchas competiciones deportivas internacionales en el Estadio Nacional, los Juegos de la Mancomunidad y el Campeonato Mundial Juvenil de Atletismo de 2002. En 1966, el estadio fue renovado por $ 30 millones de dólares. También renovó la ceremonia de cincuenta años de independencia.
El primer encuentro jugado por el equipo nacional en este lugar se lleva a cabo el 7 de julio de 1962 contra de las Antillas Neerlandesas, que separa los dos equipos en un empate a cuatro goles en global. La mayor victoria del equipo en el estadio fue el 24 de noviembre de 2004 en la Copa del Caribe de 2005. Reggae Boyz golea a Saint-Martin con un resultado de doce a cero, uno de los mayores resultados conseguidos por Jamaica.

## Últimos partidos y próximos encuentros
Actualizado al último partido jugado el 24 de junio de 2025
| Fecha      | Ciudad        | Local               | Resultado | Visitante          | Competición                     |
| ---------- | ------------- | ------------------- | --------- | ------------------ | ------------------------------- |
| 21-03-2025 | Kingstown     | San Vicente y Grnd  | 1:1       | Jamaica            | Clasificación Copa Oro 2025     |
| 25-03-2025 | Kingston      | Jamaica             | 3:0       | San Vicente y Grnd | Clasificación Copa Oro 2025     |
| 27-05-2025 | Brentford     | Trinidad y Tobago   | 2:3       | Jamaica            | Partido amistoso                |
| 31-05-2025 | Londres       | Nigeria             | 2:2       | Jamaica            | Partido amistoso                |
| 07-06-2025 | Road Town     | I. Virg. Británicas | 0:1       | Jamaica            | Clasificación Copa Mundial 2026 |
| 10-06-2025 | Kingston      | Jamaica             | 3:0       | Guatemala          | Clasificación Copa Mundial 2026 |
| 16-06-2025 | Carson        | Guatemala           | 1:0       | Jamaica            | Copa Oro 2025                   |
| 20-06-2025 | San José      | Jamaica             | 2:1       | Guadalupe          | Copa Oro 2025                   |
| 24-06-2025 | Austin        | Panamá              | 4:1       | Jamaica            | Copa Oro 2025                   |
| -09-2025   | Hamilton      | Bermudas            | -:-       | Jamaica            | Clasificación Copa Mundial 2026 |
| -09-2025   | Kingston      | Jamaica             | -:-       | Trinidad y Tobago  | Clasificación Copa Mundial 2026 |
| -10-2025   | Willemstad    | Curazao             | -:-       | Jamaica            | Clasificación Copa Mundial 2026 |
| -10-2025   | Kingston      | Jamaica             | -:-       | Bermudas           | Clasificación Copa Mundial 2026 |
| -11-2025   | Puerto España | Trinidad y Tobago   | -:-       | Jamaica            | Clasificación Copa Mundial 2026 |
| -11-2025   | Kingston      | Jamaica             | -:-       | Curazao            | Clasificación Copa Mundial 2026 |

## Estadísticas

### Torneos oficiales absolutos
Copa Mundial de la FIFA
| Año         | Ronda          | J              | G              | E              | P              | GF             | GC             |
| ----------- | -------------- | -------------- | -------------- | -------------- | -------------- | -------------- | -------------- |
| 1930 - 1962 | No participó   | No participó   | No participó   | No participó   | No participó   | No participó   | No participó   |
| 1966        | No clasificó   | No clasificó   | No clasificó   | No clasificó   | No clasificó   | No clasificó   | No clasificó   |
| 1970        | No clasificó   | No clasificó   | No clasificó   | No clasificó   | No clasificó   | No clasificó   | No clasificó   |
| 1974        | Se retiró      | Se retiró      | Se retiró      | Se retiró      | Se retiró      | Se retiró      | Se retiró      |
| 1978        | No clasificó   | No clasificó   | No clasificó   | No clasificó   | No clasificó   | No clasificó   | No clasificó   |
| 1982        | No participó   | No participó   | No participó   | No participó   | No participó   | No participó   | No participó   |
| 1986        | Se retiró      | Se retiró      | Se retiró      | Se retiró      | Se retiró      | Se retiró      | Se retiró      |
| 1990        | No clasificó   | No clasificó   | No clasificó   | No clasificó   | No clasificó   | No clasificó   | No clasificó   |
| 1994        | No clasificó   | No clasificó   | No clasificó   | No clasificó   | No clasificó   | No clasificó   | No clasificó   |
| 1998        | Fase de grupos | 3              | 1              | 0              | 2              | 3              | 9              |
| 2002        | No clasificó   | No clasificó   | No clasificó   | No clasificó   | No clasificó   | No clasificó   | No clasificó   |
| 2006        | No clasificó   | No clasificó   | No clasificó   | No clasificó   | No clasificó   | No clasificó   | No clasificó   |
| 2010        | No clasificó   | No clasificó   | No clasificó   | No clasificó   | No clasificó   | No clasificó   | No clasificó   |
| 2014        | No clasificó   | No clasificó   | No clasificó   | No clasificó   | No clasificó   | No clasificó   | No clasificó   |
| 2018        | No clasificó   | No clasificó   | No clasificó   | No clasificó   | No clasificó   | No clasificó   | No clasificó   |
| 2022        | No clasificó   | No clasificó   | No clasificó   | No clasificó   | No clasificó   | No clasificó   | No clasificó   |
| 2026        | Por disputarse | Por disputarse | Por disputarse | Por disputarse | Por disputarse | Por disputarse | Por disputarse |
| 2030        | Por disputarse | Por disputarse | Por disputarse | Por disputarse | Por disputarse | Por disputarse | Por disputarse |
| 2034        | Por disputarse | Por disputarse | Por disputarse | Por disputarse | Por disputarse | Por disputarse | Por disputarse |
| Total       | 1/22           | 3              | 1              | 0              | 2              | 3              | 9              |

Copa Oro de la Concacaf
| Año   | Ronda            | J            | G            | E            | P            | GF           | GC           |
| ----- | ---------------- | ------------ | ------------ | ------------ | ------------ | ------------ | ------------ |
| 1963  | Fase de grupos   | 3            | 0            | 0            | 3            | 1            | 16           |
| 1965  | No participó     | No participó | No participó | No participó | No participó | No participó | No participó |
| 1967  | No clasificó     | No clasificó | No clasificó | No clasificó | No clasificó | No clasificó | No clasificó |
| 1969  | Sexto lugar      | 5            | 0            | 1            | 4            | 3            | 10           |
| 1971  | No clasificó     | No clasificó | No clasificó | No clasificó | No clasificó | No clasificó | No clasificó |
| 1973  | No participó     | No participó | No participó | No participó | No participó | No participó | No participó |
| 1977  | Se retiró        | Se retiró    | Se retiró    | Se retiró    | Se retiró    | Se retiró    | Se retiró    |
| 1981  | No participó     | No participó | No participó | No participó | No participó | No participó | No participó |
| 1985  | Se retiró        | Se retiró    | Se retiró    | Se retiró    | Se retiró    | Se retiró    | Se retiró    |
| 1989  | No clasificó     | No clasificó | No clasificó | No clasificó | No clasificó | No clasificó | No clasificó |
| 1991  | Fase de grupos   | 3            | 0            | 0            | 3            | 3            | 12           |
| 1993  | Tercer lugar     | 5            | 1            | 2            | 2            | 6            | 10           |
| 1996  | No clasificó     | No clasificó | No clasificó | No clasificó | No clasificó | No clasificó | No clasificó |
| 1998  | Cuarto lugar     | 5            | 2            | 1            | 2            | 5            | 4            |
| 2000  | Fase de grupos   | 2            | 0            | 0            | 2            | 0            | 3            |
| 2002  | No clasificó     | No clasificó | No clasificó | No clasificó | No clasificó | No clasificó | No clasificó |
| 2003  | Cuartos de final | 3            | 1            | 0            | 2            | 2            | 6            |
| 2005  | Cuartos de final | 4            | 1            | 1            | 2            | 8            | 10           |
| 2007  | No clasificó     | No clasificó | No clasificó | No clasificó | No clasificó | No clasificó | No clasificó |
| 2009  | Fase de grupos   | 3            | 1            | 0            | 2            | 1            | 2            |
| 2011  | Cuartos de final | 4            | 3            | 0            | 1            | 7            | 2            |
| 2013  | No clasificó     | No clasificó | No clasificó | No clasificó | No clasificó | No clasificó | No clasificó |
| 2015  | Subcampeón       | 6            | 4            | 1            | 1            | 8            | 6            |
| 2017  | Subcampeón       | 6            | 3            | 2            | 1            | 7            | 4            |
| 2019  | Cuarto lugar     | 5            | 2            | 2            | 1            | 6            | 6            |
| 2021  | Cuartos de final | 4            | 2            | 0            | 2            | 4            | 3            |
| 2023  | Tercer lugar     | 5            | 3            | 1            | 1            | 11           | 5            |
| 2025  | Fase de grupos   | 3            | 1            | 0            | 2            | 3            | 6            |
| Total | 16/28            | 66           | 24           | 11           | 31           | 75           | 105          |

Liga de Naciones de la Concacaf
| Año     | L     | G     | Ronda            | J  | G  | E | P | GF | GC |
| ------- | ----- | ----- | ---------------- | -- | -- | - | - | -- | -- |
| 2019-20 | B     | C     | Primer lugar     | 6  | 5  | 1 | 0 | 21 | 1  |
| 2022-23 | A     | A     | Segundo lugar    | 4  | 1  | 3 | 0 | 7  | 5  |
| 2023-24 | A     | B     | Tercer lugar     | 8  | 5  | 1 | 2 | 16 | 12 |
| 2024-25 | A     | B     | Cuartos de final | 6  | 2  | 2 | 2 | 6  | 6  |
| Total   | Total | Total | 4/4              | 24 | 13 | 7 | 4 | 50 | 24 |

Copa América
| Año         | Ronda          | J            | G            | E            | P            | GF           | GC           |
| ----------- | -------------- | ------------ | ------------ | ------------ | ------------ | ------------ | ------------ |
| 1975 - 2011 | No participó   | No participó | No participó | No participó | No participó | No participó | No participó |
| 2015        | Fase de grupos | 3            | 0            | 0            | 3            | 0            | 3            |
| 2016        | Fase de grupos | 3            | 0            | 0            | 3            | 0            | 6            |
| 2019        | No participó   | No participó | No participó | No participó | No participó | No participó | No participó |
| 2021        | No participó   | No participó | No participó | No participó | No participó | No participó | No participó |
| 2024        | Fase de grupos | 3            | 0            | 0            | 3            | 1            | 7            |
| Total       | 3/48           | 9            | 0            | 0            | 9            | 1            | 16           |

### Torneos subregionales
Copa del Caribe
| Año   | Ronda          | J            | G            | E            | P            | GF           | GC           |
| ----- | -------------- | ------------ | ------------ | ------------ | ------------ | ------------ | ------------ |
| 1989  | No clasificó   | No clasificó | No clasificó | No clasificó | No clasificó | No clasificó | No clasificó |
| 1990  | Semifinal      | 2            | 0            | 2            | 0            | 0            | 0            |
| 1991  | Campeón        | 4            | 4            | 0            | 0            | 13           | 2            |
| 1992  | Subcampeón     | 5            | 3            | 1            | 1            | 4            | 3            |
| 1993  | Subcampeón     | 5            | 4            | 1            | 0            | 17           | 4            |
| 1994  | No clasificó   | No clasificó | No clasificó | No clasificó | No clasificó | No clasificó | No clasificó |
| 1995  | Fase de grupos | 3            | 2            | 0            | 1            | 4            | 3            |
| 1996  | Fase de grupos | 3            | 1            | 0            | 2            | 5            | 5            |
| 1997  | Tercer lugar   | 4            | 2            | 2            | 0            | 8            | 3            |
| 1998  | Campeón        | 5            | 5            | 0            | 0            | 12           | 4            |
| 1999  | Tercer lugar   | 4            | 2            | 0            | 2            | 7            | 5            |
| 2001  | Fase de grupos | 3            | 2            | 0            | 1            | 4            | 3            |
| 2005  | Campeón        | 3            | 3            | 0            | 0            | 4            | 1            |
| 2007  | No clasificó   | No clasificó | No clasificó | No clasificó | No clasificó | No clasificó | No clasificó |
| 2008  | Campeón        | 5            | 4            | 1            | 0            | 11           | 2            |
| 2010  | Campeón        | 5            | 4            | 1            | 0            | 12           | 3            |
| 2012  | Fase de grupos | 3            | 0            | 1            | 2            | 1            | 3            |
| 2014  | Campeón        | 4            | 2            | 2            | 0            | 6            | 1            |
| 2016  | Subcampeón     | 2            | 0            | 1            | 1            | 2            | 3            |
| Total | 16/19          | 60           | 38           | 12           | 10           | 110          | 45           |

## Palmarés

### Títulos oficiales absolutos
Confederativos
- Copa Oro de la Concacaf
  -  Subcampeón (2): 2015 y 2017.
  -  Tercer lugar (2): 1993 y 2023.
- Liga de Naciones de la Concacaf
  -  Tercer lugar (1): 2023-24.

### Títulos de torneos subregionales
- Campeón (6): 1991, 1998, 2005, 2008, 2010 y 2014.
  - Subcampeón (3): 1992, 1993 y 2016.
  - Tercer lugar (3): 1990, 1997 y 1999.

## Jugadores

### Última convocatoria
- Datos actualizados al: 16 de junio de 2025

Lista de los 26 convocados para disputar los partidos de la Copa de Oro de la Concacaf 2025.
| N.º | Nombre             | Posición      | Edad    | PJ | Goles | Club               |
| --- | ------------------ | ------------- | ------- | -- | ----- | ------------------ |
| 1   | Andre Blake        | Portero       | 34 años | 85 | 0     | Philadelphia Union |
| 13  | Shaquan Davis      | Portero       | 24 años | 3  | 0     | Mount Pleasan      |
| 23  | Jahmali Waite      | Defensa       | 26 años | 15 | 0     | El Paso Locomotive |
| 2   | Dexter Lembikisa   | Defensa       | 21 años | 27 | 1     | Barnsley           |
| 3   | Amari'i Bell       | Defensa       | 31 años | 25 | 1     | Luton Town         |
| 4   | Mason Holgate      | Defensa       | 28 años | 7  | 0     | Jugador Libre      |
| 6   | Richard King       | Defensa       | 23 años | 29 | 1     | Cavalier           |
| 15  | Joel Latibeaudiere | Defensa       | 25 años | 26 | 0     | Coventry City      |
| 17  | Damion Lowe        | Defensa       | 32 años | 73 | 3     | Al-Okhdood         |
| 19  | Kyle Ming          | Defensa       | 26 años | 5  | 0     | Mount Pleasan      |
| 22  | Greg Leigh         | Defensa       | 30 años | 25 | 1     | Oxford United      |
| 8   | Kasey Palmer       | Mediocampista | 28 años | 17 | 1     | Hull City          |
| 10  | Ravel Morrison     | Mediocampista | 32 años | 21 | 2     | Precision Football |
| 12  | Dwayne Atkinson    | Mediocampista | 23 años | 5  | 0     | Cavalier           |
| 14  | Isaac Hayden       | Mediocampista | 30 años | 7  | 0     | Portsmouth         |
| 18  | Jon Russell        | Mediocampista | 24 años | 8  | 3     | Barnsley           |
| 5   | Tyreece Campbell   | Delantero     | 21 años | 1  | 0     | Charlton Athletic  |
| 7   | Leon Bailey        | Delantero     | 28 años | 36 | 6     | Aston Villa        |
| 9   | Kaheim Dixon       | Delantero     | 20 años | 15 | 3     | Charlton Athletic  |
| 11  | Demarai Gray       | Delantero     | 29 años | 24 | 7     | Al-Ettifaq         |
| 16  | Warner Brown       | Delantero     | 23 años | 6  | 4     | Arnett Gardens     |
| 19  | Rumarn Burrell     | Delantero     | 24 años | 3  | 1     | Burton Albion      |
| 20  | Renaldo Cephas     | Delantero     | 25 años | 18 | 1     | Ankaragücü         |
| 21  | Romario Williams   | Delantero     | 30 años | 24 | 4     | Indy Eleven        |

### Más participaciones
Jugadores en negrita siguen activos con Jamaica.
| #  | Nombre            | Período   | Partidos | Goles |
| -- | ----------------- | --------- | -------- | ----- |
| 1  | Ian Goodison      | 1996-2009 | 128      | 10    |
| 2  | Linval Dixon      | 1993-2003 | 127      | 3     |
| 3  | Theodore Whitmore | 1993-2004 | 120      | 24    |
| 4  | Ricardo Gardner   | 1997-2012 | 111      | 9     |
| 5  | Warren Barrett    | 1990-2000 | 108      | 0     |
| 6  | Andy Williams     | 1997-2009 | 107      | 22    |
| 7  | Durrant Brown     | 1984-1998 | 102      | 0     |
| 8  | Jermaine Taylor   | 2004-2017 | 101      | 0     |
| 8  | Donovan Ricketts  | 1999-2013 | 100      | 0     |
| 10 | Je-Vaughn Watson  | 2008-2022 | 94       | 4     |

### Máximos goleadores
Jugadores en negrita siguen activos con Jamaica.
| #  | Nombre            | Período   | Goles | Partidos |
| -- | ----------------- | --------- | ----- | -------- |
| 1  | Luton Shelton     | 2004-2013 | 35    | 75       |
| 2  | Onandi Lowe       | 1995-2004 | 27    | 81       |
| 3  | Theodore Whitmore | 1993-2004 | 24    | 120      |
| 4  | Andy Williams     | 1997-2008 | 22    | 97       |
| 4  | Paul Young        | 1993-1997 | 22    | 49       |
| 6  | Walter Boyd       | 1991-2001 | 19    | 75       |
| 7  | Paul Davis        | 1983-1997 | 18    | 61       |
| 7  | Darren Mattocks   | 2012-     | 18    | 50       |
| 9  | Hector Wright     | 1988-1997 | 16    | 71       |
| 10 | Paul Hall         | 1997-2003 | 14    | 48       |

- Fuente:[18]

## Registros

### Jugadores con más presencias
| #   | Jugador           | Período     | Partidos | Goles |
| --- | ----------------- | ----------- | -------- | ----- |
| 1.  | Ian Goodison      | 2003-2016   | 128      | 10    |
| 2.  | Ricardo Gardner   | 1997-2012   | 111      | 9     |
| 3.  | Theodore Whitmore | 1990-2006   | 106      | 24    |
| 4.  | Andy Williams     | 1997 - 2011 | 105      | 21    |
| 5.  | Jermaine Taylor   | 2004 - 2017 | 101      | 0     |
| 6.  | Donovan Ricketts  | 1997 - 2017 | 100      | 0     |
| 7.  | Je-Vaughn Watson  | 2008 -      | 94       | 4     |
| 8.  | Rodolph Austin    | 2004 - 2016 | 88       | 7     |
| 9.  | Paul Young        | 1992 - 1997 | 86       | 28    |
| 10. | Tyrone Marshall   | 1994 - 2010 | 86       | 14    |

### Máximos goleadores
| #   | Jugador           | Período     | Goles | Partidos | Media Goleadora |
| --- | ----------------- | ----------- | ----- | -------- | --------------- |
| 1.  | Luton Shelton     | 2004 - 2013 | 35    | 75       | 0,47            |
| 2.  | Darren Mattocks   | 2012 - 2019 | 18    | 50       | 0,36            |
| 3.  | Onandi Lowe       | 1995 - 2004 | 18    | 51       | 0,35            |
| 4.  | Andy Williams     | 1996 - 2008 | 17    | 85       | 0,20            |
| 5.  | Marlon King       | 2004 - 2013 | 12    | 24       | 0,50            |
| 6.  | Demar Phillips    | 2006 - 2016 | 12    | 72       | 0,17            |
| 7.  | Theodore Whitmore | 1993 - 2004 | 12    | 81       | 0,15            |
| 8.  | Jermaine Hue      | 2000 - 2013 | 11    | 37       | 0,30            |
| 9.  | Deon Burton       | 1997 - 2009 | 11    | 51       | 0,22            |
| 10. | Shamar Nicholson  | 2017 -      | 10    | 31       | 0,32            |

Actualizado al 27 de septiembre de 2022.
Lindy Delapenha, nacido en 1927, fue el primer Jamaiquino en jugar a fútbol profesional en Premier League. Jugó desde 1948 hasta 1960 en el Portsmouth Football Club, Middlesbrough Football Club y Mansfield Town Football Club. Después de su carrera profesional, se convirtió en el editor de deportes de la Jamaica Broadcasting Corporation. Gil Heron, nacido en 1922 y fallecido en 2008. Fue el primero de Jamaica en evolucionar en la Scottish Premiership y el primer negro en jugar para el Celtic Football Club en 1951. Él es el padre del poeta Gil Scott-Heron. Aunque no tuvieron una selección formal, ambos jugadores seguían compitiendo por los colores de Jamaica en una serie de reuniones no oficiales contra los Caribbean All Stars en 1952.
A mediados de los años 1960, Alan Cole, nacido en 1950, se convirtió con 15 años en el jugador más joven seleccionado en el equipo de Jamaica. En primer futbolista de la isla en evolucionar en el Campeonato Brasileño de serie A, que es considerado por sus compatriotas como el mejor jugador de todos los tiempos de Jamaica. Después de su carrera profesional, se convirtió en el entrenador y confidente de Bob Marley y su Road manager en su última gira.
Warren Barrett fue el capitán y guardameta del Reggae Boyz en los años 1990 muy respetado por sus compañeros de equipo, que cuenta con más de 120 partidos con la camiseta de Jamaica y treinta y uno en encuentros de la FIFA. Su compañero de equipo en la Copa Mundial de Fútbol de 1998, el defensa Ian Goodison, es el jugador con más partidos en la selección de Jamaica. Seleccionado por primera vez en 1996, terminó su carrera internacional en 2009 y ha sido internacional 120 veces con diez goles a favor. Considerado como el mejor defensor en la historia de la selección, es también uno de los jugadores emblemáticos de Tranmere Rovers Football Club.
Otro jugador anotando en la generación de 1998, Ricardo Gardner es el segundo jugador con más partidos con la selección fue seleccionado 112 veces y marcó nueve goles. Jugó en defensa izquierdo o centrocampista, fue el capitán de la selección de 2005 a 2009. Terminó su carrera profesional en 2012 después de jugar más de 400 partidos con los colores del Bolton Wanderers Football Club. El centrocampista Theodore Whitmore es el héroe de la Copa del Mundo con dos goles contra de Japón, dando a Jamaica la primera victoria de su historia en esta competición. Al final de la temporada 1998, ganó el título de futbolista del año del Caribe. Internacional en 105 ocasiones desde 1993 hasta 2005, fue, de 2009 a junio de 2013, el entrenador del equipo de Jamaica. El delantero Luton Shelton es el máximo goleador de la historia de la selección de Jamaica. Para su segundo casquillo en 2004, marcó cuatro de la histórica victoria doce goles a cero en Saint-Martin.
El portero Donovan Ricketts tiene cien partidos internacionales entre 1998 y 2013. Portero del año de la Major League Soccer en 2010 y 2013 (con Los Angeles Galaxy y Portland Timbers respectivamente), ganó con la selección la Copa del Caribe de 2008.

### UB40s
El término UB40 se utiliza en Jamaica para describir los jugadores nacidos en el Reino Unido que han pasado a representar a Jamaica en el fútbol internacional. Es un guiño a la banda británica UB40, cuyo género es el reggae, música de origen jamaiquino. El término ha sido aplicado a jugadores como Paul Hall y Marcus Gayle.

## Entrenadores
Veintisiete técnicos han ocupado el cargo de entrenador del equipo nacional desde 1962. Pocos de ellos han pasado largo plazo. El récord de longevidad está en manos del Jamaiquino Carl Brown, quien estuvo varias veces al frente de la selección para un total de once años. El entrenador brasileño René Simões pasó la mayor parte del tiempo en forma consecutiva al frente de la selección, seis años 1994-2000.
| #  | Entrenador                       | Periodo       |
| -- | -------------------------------- | ------------- |
| 1  | Jorge Penna                      | 1962          |
| 2  | Antoine Tassy                    | 1962-1964     |
| 3  | Jorge Penna (Segunda vez)        | 1965-1967     |
| 4  | George Thomson                   | 1967-1974     |
| 5  | George Prescod                   | 1974-1975     |
| 6  | Otmar Calder                     | 1975          |
| 7  | George Prescod (Segunda vez)     | 1975-1978     |
| 8  | Jacki Bell                       | 1978-1982     |
| 9  | Carl Brown                       | 1983-1986     |
| 10 | Aldrick McNab                    | 1987          |
| 11 | Delroy Scott                     | 1987-1988     |
| 12 | Geoffrey Maxwell                 | 1988-1990     |
| 13 | Carl Brown (Segunda vez)         | 1990-1994     |
| 14 | René Simões                      | 1994-2000     |
| 15 | Sebastião Lazaroni               | 2000          |
| 16 | Clovis De Olivera                | 2000-2001     |
| 17 | Carl Brown (Tercera vez)         | 2001-2004     |
| 18 | Sebastião Lazaroni (Segunda vez) | 2004          |
| 19 | Wendell Downswell                | 2004-2006     |
| 20 | Carl Brown (Cuarta vez)          | 2006          |
| 21 | Bora Milutinović                 | 2006-2007     |
| 22 | Theodore Whitmore                | 2007          |
| 23 | René Simões (Segunda vez)        | 2008          |
| 24 | Theodore Whitmore (Segunda vez)  | 2008          |
| 25 | John Barnes                      | 2008-2009     |
| 26 | Theodore Whitmore (Tercera vez)  | 2009-2013     |
| 27 | Winfried Schäfer                 | 2013-2016     |
| 28 | Theodore Whitmore (Cuarta vez)   | 2016-2021     |
| 29 | Paul Hall (interino)             | 2021-2022     |
| 30 | Merron Gordon (interino)         | 2022          |
| 31 | Heimir Hallgrímsson              | 2022-2024     |
| 32 | Steve McClaren                   | 2024-presente |

El primer entrenador del equipo nacional, designado en 1962 a raíz de la independencia de Jamaica, es el brasileño Jorge Penna. Lideró el equipo de la Juegos Centroamericanos y del Caribe celebrados en casa y luego, al final de la competición, fue reemplazado por el ex Internacional haitiano Antoine Tassy, que se ocupó de los diferentes equipos nacionales hasta marzo de 1964. En enero de 1965 Jorge Penna volvió como el jefe de la selección de Jamaica que se estaba volviendo más profesional y multiplicó los partidos internacionales amistosos. Cambió el estilo del equipo, que a su vez jugó un juego basado en juego largo directo e introdujo el estilo brasileño, los controles y la posesión. También hizo un llamamiento a los jóvenes jugadores de los clubes no oficiales reservados para ciertas clases de la población. Estos métodos inspiraron a muchos entrenadores jamaicanos como Winston Chung Fah o Jackie Bell.
Jorge Penna fue sustituido a principios de 1967 por el jamaicano George Thomson. El ex internacional, nació en 1934 y murió en 2008, es el único jugador que ha sido nombrado capitán en su primera convocatoria en 1958. Como entrenador, dirigió previamente en 1964-1966, la Universidad de Kingston. Se enfrentó a un equipo debilitado con la salida de los mejores jugadores de la liga americana y recursos financieros limitados. Cuando salió, fue sustituido por el jamaiquino George Prescod, que también dirigió la Selección de críquet de Jamaica y asistido por el alemán Otmar Calder, también responsable de la selección olímpica. Después de la eliminación del equipo olímpico, Otmar Calder dirigió el equipo nacional hasta noviembre de 1975 y luego, en su salida, un comité de la selección fue creada, dirigida por George Prescod. Otro ex internacional de Jamaica, Jackie Bell, se hizo cargo de la selección nacional en 1978 y ocupó este cargo hasta enero de 1983. Murió en un accidente de autobús en México en 1986, de regreso de Francia-Brasil para la Copa Mundial de Fútbol de 1986.
El ex internacional entre 1970-1980, Carl Brown, le sucedió en febrero y se mantiene en el cargo hasta 1986. Otro ex internacional de Jamaica, Allie Aldrick McNab, se convierte en entrenador del equipo en enero de 1987 y deja el equipo en mayo. Más tarde se convirtió en Ministro de Deportes de Jamaica. El ex internacional Delroy Scott lo logró hasta febrero de 1988, cuando fue sustituido por otro de Jamaica, Geoffrey Maxwell, que no clasificó al equipo a la Copa Mundial de Fútbol de 1990. Carl Brown regresa en febrero de 1990, como el entrenador del equipo. Bajo su liderazgo, el equipo ganó su primer título internacional, la Copa del Caribe de 1991 y terminó tercero en la Copa de Oro de la Concacaf 1993. Luego se convirtió en un entrenador asistente y volvió a dirigir el equipo nacional de 2001 a 2004 e interino en 2006.
El brasileño René Simões, exentrenador del Al-Rayyan, fue nombrado entrenador en 1994. El equipo ocupó el 98º lugar en la Clasificación mundial de la FIFA. Bajo su liderazgo, los entrenamientos se multiplicaron para aumentar la aptitud de los jugadores y mejorar su juego en equipo. Al igual que su antecesor Jorge Penna, se basó el juego de equipo en pases cortos y posesión de balón, mientras que dependían de una fuerte defensa y una organización táctica 3-5-2. Reforzado por los jugadores jamaiquinos que jugaban en Inglaterra, el equipo se clasificó para la Copa Mundial de Fútbol de 1998, donde ganó una victoria histórica contra Japón. Después de la Copa del Mundo, Simões se enfrentó a las críticas generalizadas sobre su selección de jugadores de Inglaterra, en detrimento de los jugadores locales. Dejó la selección en febrero de 2000 después de dos derrotas en la Copa de Oro de la Concacaf 2000 y se unió a la dirección técnica de Flamengo.
Fue reemplazado por su compatriota Sebastião Lazaroni, exentrenador de Brasil, que permanece en el cargo por un mes. Renunció el 18 de junio, dando razón de la ausencia de muchos jugadores basados en el extranjero en la reunión de la selección nacional. Clovis De Olivera, otro brasileño, exdiputado de Simões, lo sucedió y firmó un contrato de dos años. En septiembre de 2001, tras la derrota por un gol a cero contra Honduras, que puso fin a las esperanzas de clasificación de Reggae Boyz en la Copa Mundial de Fútbol de 2002, se retira de su cargo. La federación también acusó a la vida nocturna de los jugadores después de la derrota de dos goles a uno en contra de México. Carl Brown se convierte en entrenador de la selección nacional durante tres años.
Sebastião Lazaroni vuelve a dirigir la selección en agosto de 2004 con el objetivo de clasificarse para la Copa Mundial de Fútbol de 2006. Su contrato expira en noviembre de 2004 tras el empate a un gol contra los Estados Unidos que puso fin a las esperanzas de clasificarse para la Copa del Mundo. El técnico jamaiquino Wendell Downswell, le sucedió. Adoptó una formación de 4-4-2 y confió en los jóvenes jugadores locales, que ganaron la Copa del Caribe de 2005, pero después de una serie de derrotas en un partido amistoso a seis goles a cero contra Inglaterra, renunció en agosto de 2006. Carl Brown continuó con la selección, realiza de nuevo el puesto de interino antes de la designación de un nuevo entrenador. El supuesto inglés que en realidad es jamaicano John Barnes, el sueco Sven-Göran Eriksson y de Argentina José Néstor Pékerman aparecieron como los favoritos para el puesto, pero en última instancia, el serbio Bora Milutinović, que es reclutado por la federación, en noviembre de 2006. Solo estuvo un año al frente de la selección y fue reemplazado después de una derrota ocho goles a uno contra Irán, por el ex internacional de Jamaica Theodore Whitmore.
El brasileño René Simões realizó entonces su regreso a la cabeza del Reggae Boyz. Estuvo asistido por cuatro técnicos locales, además de sus tres asistentes brasileños. Él también fue licenciatario, menos de un año después de su llegada, después de dos derrotas en la clasificación para la Copa Mundial de Fútbol de 2010. Theodore Whitmore se asegura de provisional antes de la contratación de John Barnes, que siguió siendo en el cargo solo seis meses. En julio de 2009, Theodore Whitmore se convirtió en el entrenador del equipo nacional. Bajo él, la selección ganó la Copa del Caribe de 2010, pero no pudo clasificarse para la Copa de Oro de la Concacaf 2013, y después de seis partidos sin una victoria de playoffs en la Copa del Mundo, renunció en junio de 2013. Su reemplazo fue nombrado el 18 de julio por la Federación, el alemán Winfried Schäfer, exentrenador de Tailandia, quien firmó un contrato de cinco meses. Después de una misión de cuatro meses, dejó su puesto al final de la clasificación para la Copa del Mundo. En enero, finalmente se firmó un nuevo contrato con la Federación, esta vez un período de cuatro años.

### Cuerpo técnico actual
| Directores técnicos  |            |                          |
| Errol Stevens        | Jamaiquino | Jefe de delegacion       |
| Steve McClaren       | Inglés     | Entrenador               |
| Merron Gordon        | Jamaiquino | Entrenador asistente     |
| Paul Simpson         | Ingles     | Entrenador asistente     |
| Trevor Sinclair      | Ingles     | Entrenador asistente     |
| Richard Hartis       | Ingles     | Entrenador de porteros   |
| Lamar Morgan         | Jamaiquino | Entrenador de preparador |
| Kyle Chin            | Jamaiquino | Analista de video        |
| Dr. Derrick McDowell | Jamaiquino | Doctor del equipo        |
| Dr. Kevin Christie   | Jamaiquino | Fisioterapeuta           |
| Christopher Kelly    | Jamaiquino | Fisioterapeuta           |
| Karl Thomas          | Jamaiquino | Chef del equipo          |
| Simon Preston        | Jamaiquino | Oficial de prensa        |
| Norman Stone         | Jamaiquino | Equipo y equipo          |
| Alvin Green          | Jamaiquino | Masajista                |
| Rod Thornley         | Ingles     | Masajista                |
| Personal técnicos    |            |                          |
| Wendell Downswell    | Jamaiquino | Director de coordinación |
| Roy Simpson          | Jamaiquino | Gerente general          |

## Rivalidades

### Encuentros con naciones

#### A nivel mundial
La selección de Jamaica tuvo la oportunidad de enfrentarse a muchos equipos de todo el mundo, principalmente en los amistosos. Jamaica solo jugó tres partidos oficiales contra naciones no americanas. Dos se llevaron a cabo durante su participación en la primera ronda de la Copa Mundial de Fútbol de 1998 (contra Croacia y Japón), el tercero fue después de haber tenido lugar en la primera ronda de la Copa de Oro de la Concacaf 2005, donde los jamaicanos hicieron un empate ante los Bafana Bafana de Sudáfrica, invitado por la Concacaf.
Los Reggae Boys se enfrentaron durante partidos amistosos y competencias con selecciones de África como Marruecos, Zambia, Nigeria, Sudáfrica, de Europa a Rumania, Noruega, Suiza, Bulgaria, Croacia, Gales, de Oceanía a Australia y Nueva Zelanda o de Asia como India, Malasia, Vietnam, Japón, Corea del Sur, Arabia Saudita. Jamaica ha jugado con todas las selecciones de América del Norte, Central y del Sur, excepto Belice. Dentro de América jugó contra equipos de mayor nivel y algunos campeones del mundo como Argentina y Brasil.
La selección de Jamaica ganó prestigio contra las selecciones más exclusivas como Colombia, Nigeria, Paraguay, Arabia Saudita y Uruguay. También logró un empate ante Brasil (0-0 en la Copa de Oro de la Concacaf 1998) y consiguió varios empates en partidos amistosos contra varios equipos europeos: Rumania, Suecia, Noruega o Gales.

#### El Caribe
Jamaica jugó lógicamente las mayoría de los partidos durante su historia con las selecciones de la región del Caribe. Haití, histórico primer rival Reggae Boyz, es también uno de los oponentes más frecuentes, como Trinidad y Tobago y Cuba, que jugó más de cuatro partidos contra el jamaicano. Otras naciones se enfrentan con frecuencia los equipos vecinos como Barbados y las Antillas Neerlandesas. La participación regular de Jamaica en la Copa del Caribe le permitió a la selección jugar con casi todas las naciones del Caribe, con excepción de Anguila, Montserrat y la selección de Islas Turcas y Caicos, los tres equipos más débiles de la región.
Los resultados en contra de las grandes naciones de la Concacaf es bastante bajo. Los jamaiquinos vencieron por primera vez en la historia al equipo de Estados Unidos en septiembre de 2012. La fase de clasificación para la Copa Mundial de Fútbol de 1998 le ha permitido ganar una victoria histórica contra el mejor equipo de la región, México, en la puntuación de un gol a cero.

### Rivalidad con Trinidad y Tobago
Jamaica mantiene una rivalidad con Trinidad y Tobago. Los dos equipos se enfrentaron por primera vez el 28 de diciembre de 1935, como parte de una gira entre colonias de trinitenses en Jamaica. Los visitantes ganaron tres goles a dos en el Parque Sabina frente a una gran audiencia. Jamaica ganó su mayor victoria ante los trinitenses en un amistoso en 1996 cuando derrotaron 6:0 a los trinitenses.
Su primer partido oficial fue durante las clasificatorias para la Copa Mundial de Fútbol de 1966, donde empataron 1-1 en 1965. Desde la independencia de ambos países, logrados en 1962, los dos equipos se han enfrentado en numerosas ocasiones, sobre todo en la Copa del Caribe. Jamaica ganó el título en la Copa del Caribe de 1991 al derrotar a los trinitenses 2-0, pero al año siguiente Trinidad y Tobago tomó revancha en la Copa del Caribe de 1992, al ganarles 3-0. Ambos equipos se encontraron de nuevo en la final en la Copa del Caribe de 1998, donde Jamaica ganó 2-1 en la Copa del Caribe de 2014, ganando cuatro tiros libres para tres después de un empate sin goles. La oposición incluso jugó de manera amistosa, ya que los enfrentamientos entre ambos equipos son considerados como especiales.
Sus encuentros más importantes se dieron durante las eliminatorias de la Copa Mundial de Fútbol de 2002, donde ambas selecciones caribeñas llegaron a la fase final del hexagonal eliminatorio, donde los Reggae Boyz ganarían ambos partidos por la mínima, sin embargo ninguno de ellos logró clasificarse a ese torneo.

#### Historial de partidos
- Actualizado al último partido disputado el 18 de noviembre de 2024: Estados Unidos 4:2 Jamaica

     Más victorias
     Igualado
     Más derrotas
| Rival                          | Juegos | G   | E   | P   | GF  | GC  | DG  |
| ------------------------------ | ------ | --- | --- | --- | --- | --- | --- |
| Antigua y Barbuda              | 13     | 10  | 2   | 1   | 29  | 5   | +24 |
| Arabia Saudita                 | 6      | 2   | 1   | 3   | 6   | 14  | -8  |
| Argentina                      | 4      | 0   | 0   | 4   | 1   | 11  | -10 |
| Aruba                          | 3      | 3   | 0   | 0   | 14  | 0   | +14 |
| Australia                      | 2      | 0   | 0   | 2   | 1   | 7   | -6  |
| Bahamas                        | 2      | 2   | 0   | 0   | 13  | 0   | +13 |
| Barbados                       | 22     | 11  | 6   | 5   | 31  | 22  | +9  |
| Bermudas                       | 11     | 7   | 4   | 0   | 18  | 7   | +11 |
| Bolivia                        | 4      | 2   | 1   | 1   | 6   | 6   | 0   |
| Bonaire                        | 1      | 1   | 0   | 0   | 6   | 0   | +6  |
| Brasil                         | 3      | 0   | 1   | 2   | 0   | 2   | -2  |
| Bulgaria                       | 1      | 0   | 1   | 0   | 0   | 0   | 0   |
| Camerún                        | 1      | 0   | 1   | 0   | 1   | 1   | 0   |
| Canadá                         | 26     | 7   | 8   | 11  | 21  | 32  | -11 |
| Cataluña                       | 1      | 0   | 0   | 1   | 0   | 6   | -6  |
| Chile                          | 2      | 1   | 0   | 1   | 2   | 2   | 0   |
| China                          | 3      | 0   | 0   | 3   | 0   | 5   | -5  |
| Colombia                       | 5      | 1   | 0   | 4   | 1   | 7   | -6  |
| Corea del Sur                  | 4      | 0   | 2   | 2   | 3   | 7   | -4  |
| Costa Rica                     | 31     | 4   | 12  | 15  | 19  | 56  | -37 |
| Croacia                        | 1      | 0   | 0   | 1   | 1   | 3   | -2  |
| Cuba                           | 40     | 14  | 10  | 16  | 46  | 46  | 0   |
| Curazao                        | 18     | 5   | 5   | 8   | 24  | 23  | +1  |
| Dominica                       | 2      | 1   | 1   | 0   | 3   | 2   | +1  |
| Ecuador                        | 5      | 0   | 1   | 4   | 4   | 12  | -8  |
| Egipto                         | 1      | 0   | 1   | 0   | 2   | 2   | 0   |
| Estados Unidos                 | 35     | 3   | 10  | 22  | 24  | 61  | -37 |
| El Salvador                    | 26     | 10  | 10  | 6   | 27  | 18  | +9  |
| Francia                        | 1      | 0   | 0   | 1   | 0   | 8   | -8  |
| Gales                          | 1      | 0   | 1   | 0   | 0   | 0   | 0   |
| Ghana                          | 2      | 0   | 0   | 2   | 2   | 6   | -4  |
| Granada                        | 14     | 10  | 2   | 2   | 34  | 11  | +23 |
| Guadalupe                      | 12     | 6   | 3   | 3   | 17  | 9   | +8  |
| Guatemala                      | 18     | 11  | 4   | 3   | 31  | 18  | +13 |
| Guyana                         | 10     | 5   | 3   | 2   | 23  | 9   | +14 |
| Guayana Francesa               | 4      | 1   | 2   | 1   | 7   | 3   | +4  |
| Haití                          | 56     | 26  | 6   | 24  | 81  | 88  | -7  |
| Honduras                       | 30     | 12  | 6   | 12  | 35  | 48  | -13 |
| India                          | 2      | 1   | 1   | 0   | 3   | 0   | +3  |
| Indonesia                      | 1      | 0   | 0   | 1   | 1   | 2   | -1  |
| Inglaterra                     | 1      | 0   | 0   | 1   | 0   | 6   | -6  |
| Irlanda                        | 1      | 0   | 0   | 1   | 0   | 1   | -1  |
| Islas Caimán                   | 12     | 11  | 0   | 1   | 40  | 10  | +30 |
| Islas Vírgenes Británicas      | 1      | 1   | 0   | 0   | 12  | 0   | +12 |
| Islas Vírgenes Estadounidenses | 1      | 1   | 0   | 0   | 11  | 1   | +10 |
| Irán                           | 2      | 0   | 0   | 2   | 1   | 9   | -8  |
| Japón                          | 4      | 1   | 1   | 2   | 3   | 7   | -4  |
| Jordania                       | 1      | 0   | 0   | 1   | 1   | 2   | -1  |
| Macedonia                      | 1      | 0   | 0   | 1   | 1   | 2   | -1  |
| Malasia                        | 1      | 1   | 0   | 0   | 2   | 0   | +2  |
| Marruecos                      | 2      | 0   | 0   | 2   | 0   | 4   | -4  |
| Martinica                      | 7      | 2   | 5   | 0   | 5   | 3   | +2  |
| México                         | 29     | 3   | 5   | 21  | 15  | 72  | -57 |
| Nicaragua                      | 3      | 2   | 0   | 1   | 6   | 3   | +3  |
| Nigeria                        | 6      | 1   | 2   | 3   | 5   | 7   | -2  |
| Noruega                        | 2      | 0   | 1   | 1   | 1   | 7   | -6  |
| Nueva Zelanda                  | 2      | 2   | 0   | 0   | 5   | 3   | +2  |
| Panamá                         | 17     | 4   | 6   | 7   | 16  | 23  | -7  |
| Paraguay                       | 6      | 2   | 0   | 4   | 7   | 11  | -4  |
| Perú                           | 4      | 0   | 1   | 3   | 3   | 9   | -6  |
| Puerto Rico                    | 7      | 7   | 0   | 0   | 17  | 3   | +14 |
| Catar                          | 2      | 0   | 1   | 1   | 2   | 3   | -1  |
| República Dominicana           | 3      | 3   | 0   | 0   | 4   | 1   | +3  |
| San Cristóbal y Nieves         | 11     | 9   | 2   | 0   | 28  | 6   | +22 |
| Saint-Martin                   | 2      | 2   | 0   | 0   | 13  | 0   | +13 |
| San Vicente y las Granadinas   | 9      | 7   | 1   | 1   | 22  | 7   | +15 |
| Santa Lucía                    | 10     | 8   | 2   | 0   | 28  | 6   | +22 |
| Serbia                         | 2      | 0   | 1   | 1   | 2   | 3   | -1  |
| Sint Maarten                   | 2      | 2   | 0   | 0   | 5   | 2   | +3  |
| Sudáfrica                      | 5      | 0   | 4   | 1   | 4   | 6   | -2  |
| Suecia                         | 2      | 0   | 1   | 1   | 1   | 2   | -1  |
| Suiza                          | 2      | 0   | 0   | 2   | 0   | 3   | -3  |
| Surinam                        | 9      | 6   | 1   | 2   | 15  | 11  | +4  |
| Trinidad y Tobago              | 71     | 30  | 14  | 27  | 91  | 82  | +9  |
| Uruguay                        | 5      | 1   | 0   | 4   | 2   | 9   | -7  |
| Venezuela                      | 8      | 2   | 1   | 5   | 4   | 12  | -8  |
| Vietnam                        | 1      | 0   | 0   | 1   | 0   | 3   | -3  |
| Zambia                         | 4      | 1   | 1   | 2   | 6   | 7   | -1  |
| TOTAL                          | 682    | 265 | 155 | 262 | 915 | 905 | +10 |